# Le Corbusier
Pour les articles homonymes, voir Jeanneret.
 (avril 2020).
Charles-Édouard Jeanneret-Gris, dit Le Corbusier, est un architecte, urbaniste, décorateur, peintre, sculpteur, auteur suisse naturalisé français, né le 6 octobre 1887 à La Chaux-de-Fonds en Suisse et mort le 27 août 1965 à Roquebrune-Cap-Martin en France. Il est l'un des principaux représentants du mouvement moderne avec, entre autres, Ludwig Mies van der Rohe, Walter Gropius, Alvar Aalto et Theo van Doesburg. Il a de même côtoyé Robert Mallet-Stevens.
Le Corbusier a également œuvré dans l'urbanisme et le design. Il est connu pour être l'inventeur de « l'unité d'habitation », concept sur lequel il a commencé à travailler dans les années 1920, expression d'une réflexion théorique sur le logement collectif. « L’unité d’habitation de grandeur conforme » (nom donné par Le Corbusier) ne sera construite qu'au moment de la reconstruction après la Seconde Guerre mondiale, en cinq exemplaires tous différents, à Marseille, Briey-en-Forêt, Rezé, Firminy et Berlin. Elle prendra valeur de solution aux problèmes de logements de l'après-guerre. Sa conception envisage dans un même bâtiment tous les équipements collectifs nécessaires à la vie — garderie, laverie, piscine, école, commerces, bibliothèque, poste, lieux de rencontre.
L'œuvre architecturale de Le Corbusier regroupant dix-sept sites (dont dix en France, les autres étant répartis sur trois continents) est classée au patrimoine mondial de l'UNESCO le 17 juillet 2016. Un itinéraire culturel européen intitulé « Destinations Le Corbusier : promenades architecturales » est créé début mai 2019.
L'œuvre et la pensée de Le Corbusier ont été particulièrement influentes sur les générations d'architectes de l'après-guerre et largement diffusées, avant d'entrer, avec la période du postmodernisme, dans une phase de contestation importante et régulière.
Il est le père de l'architecture moderne, étant le premier à remplacer les murs porteurs extérieurs par des piliers de béton armé placés à l'intérieur des constructions.
Dès lors, les façades ne portant plus les étages supérieurs, il est possible de les habiller avec des cloisons légères et de multiples et très grandes fenêtres. Il joue alors avec les formes et les espaces, sans devoir tenir compte d'un quelconque alignement lié aux poids des étages supérieurs, cette contrainte ayant disparu.
Sa principale force a été de réduire considérablement les temps de construction. Il a été le premier à utiliser des techniques et des matériaux de base, permettant de construire une maison entière, sur plusieurs étages, en quelques jours, comme son premier complexe, la cité Frugès de Pessac, dans la proche banlieue de Bordeaux, cité composée de cinquante petits immeubles et construite à raison d'environ un nouvel immeuble chaque semaine.

## Les théories de Le Corbusier
« Là où naît l'ordre, naît le bien-être. » Ses premiers choix en architecture sont ceux qui définissent le purisme : simplicité des formes, organisation, rigueur. Cette vision est mêlée d'utopie, le bonheur étant l'une des clés de ses réflexions sur l'urbanisme. Son « langage » architectural s'applique aussi bien au logement économique qu'à la villa de luxe.
Dès 1926, Le Corbusier définit « UNE architecture moderne » (et non pas « l'architecture moderne ») en cinq points (ce sont les Cinq points de l'architecture moderne) :
1. Les pilotis ;
2. Le toit-terrasse ;
3. Le plan libre ;
4. La fenêtre-bandeau ;
5. La façade libre.

En 1933, au congrès international d'architecture moderne (CIAM) d'Athènes, il affirme : « Les matériaux de l'urbanisme sont le soleil, l'espace, les arbres, l'acier et le ciment armé, dans cet ordre et dans cette hiérarchie ».
Le docteur Pierre Winter lui déclare : « notre rôle, et le vôtre aujourd'hui, est de restituer la nature à l'Homme, de l'y intégrer. »[réf. à confirmer]
En 1938 et ce jusqu'en 1965, il n'eut de cesse de s'intéresser au projet de la Sainte-Baume, qui lui servit de remue-méninges toute sa vie. Le projet utopique d'alors était de réconcilier les Français et les pays autour de la France, et de relever l'âme et l'esprit et la raison des gens pour leur redonner goût et espoir après toutes ces années de guerre.
Déjà en 1938 il écrit un livre intitulé Des canons, des munitions ? Merci ! Des logis… SVP.
Son amitié avec Édouard Trouin, géomètre de père en fils depuis cinq générations, fut très prolifique.
À partir de 1943, il travaille autour des mesures harmoniques basées sur le nombre d'or et définit le Modulor, dont l'intérêt principal ne repose pas sur les nombres en jeu, mais sur le rapport de leurs combinaisons. Le corps humain étant le module de base, Le Corbusier choisit d'abord comme point de référence un homme d'une taille de 1,75 mètre mais se ravise par la suite et établit cette taille à 1,80 mètre. Cela a pour effet de ne pas prendre en compte les besoins des femmes, des enfants et des vieillards, ainsi que ceux des personnes handicapées.
Le Corbusier a consigné ses théories et ses recherches dans trente-cinq ouvrages écrits entre 1912 et 1966. Ses pairs le considéraient comme un visionnaire, mais un piètre bâtisseur. Le Corbusier s'en défendait : « En architecture, je ne serai jamais l'un de vos concurrents, puisque j'ai renoncé […] à pratiquer l'architecture de manière générale et que je me suis réservé certains problèmes qui mettent en jeu exclusivement des questions de plastique. »[réf. à confirmer]
À l'annonce de la mort de Le Corbusier, Alvar Aalto reconnaissait qu'il n'avait jamais apprécié le prophète dogmatique ou le porte-parole de l'architecture moderne. Une fois la première surprise des présentations, il ne restait qu'un flux verbeux. Mais les réalisations méticuleuses de l'architecte bâtisseur méritaient, selon le maître finlandais, une tout autre considération, par leur variété et leur originalité, leur fonctionnalité et leur adaptation à la contrainte, leur spiritualité généreuse ou leur dénuement géométrique, leur surprenante évolution avec le temps…

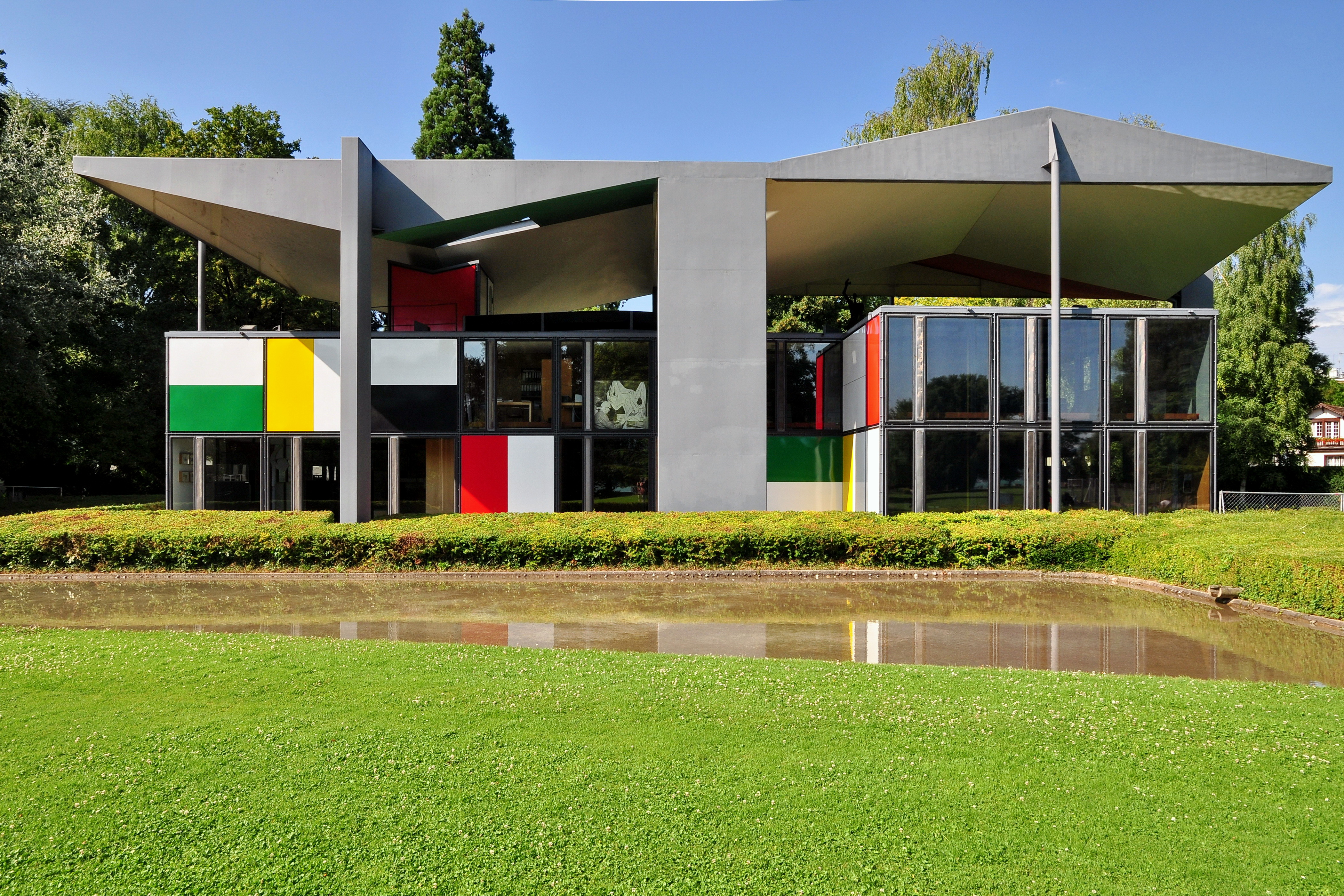
Le pavillon d'exposition ZHLC (la Maison de L'homme) à Zurich.

Le Corbusier se révèle l'architecte de la conciliation des contraires. Les dualités art/technique, règle/arbitraire, géométrie/nature, lumière/ombre, continuité/rupture appellent une véritable réponse artistique in loco. On peut aussi inclure l'esprit corbuséen de conciliation aux divers pôles opposés (au sens corbuséen) : nature/architecture, volumes (essences géométriques)/ objets décorum (sculpture ou peinture), vie individuelle/vie collective, compacité du béton/transparence du verre, construire/reconstruire…

## Biographie
Charles-Édouard Jeanneret-Gris est, par son père Georges-Édouard Jeanneret-Gris, le descendant d'une lignée d'artisans suisses protestants, qu’il prétendait émigrés du sud-ouest de la France. Son premier ascendant connu, Jehan Jeanneret, est né en 1529, quinze générations plus tôt au Locle, ville limitrophe de celle de La Chaux-de-Fond. À cette époque du protestantisme naissant, beaucoup de Français ont rejoint cette région de Suisse, Bâle ou encore Genève.[réf. nécessaire]
Par sa mère, Marie-Charlotte-Amélie Perret, Le Corbusier descend d'une lignée d'industriels horlogers suisses, venant de Bruxelles et du Brabant wallon en Belgique, d'origine albigeoise.
Dans un entretien donné chez lui dans son appartement-atelier de l'immeuble Molitor deux mois avant sa mort, Le Corbusier se remémorait sa décision de prendre un pseudonyme : « si l'on doit parler d'architecture, je veux bien le faire, mais je ne veux pas le faire sous le nom de Jeanneret. J'ai dit « j'prendrai le nom de… d'un grand… d'un ancêtre maternel : Le Corbusier, et je signerai mes articles d'architecture « Le Corbusier ». ».
On retrouve le patronyme du wallon « Le Corbésier » (nom de métier) chez son arrière-grand-mère Caroline Le Corbésier (en wallon le corbésier est celui qui fabrique des chaussures délicates en cuir de Cordoue pour femmes et enfants).

### 1900-1916: formation, premières réalisations et voyages

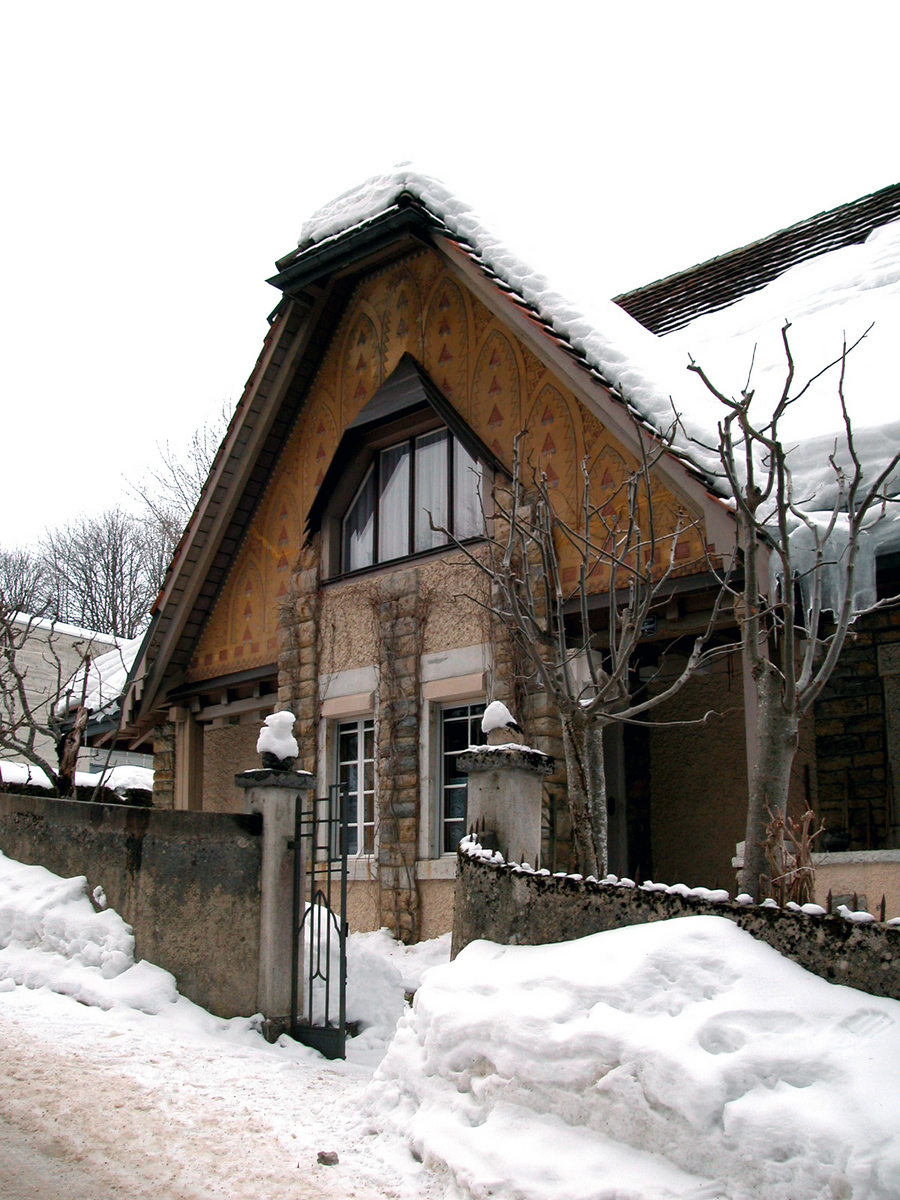
Première construction de Le Corbusier à La Chaux-de-Fonds, la villa Fallet.

Son père, Georges-Edouard (chef d'une petite entreprise spécialisée dans une filière spécifique de l'industrie horlogère jurassienne, en particulier la confection de montres et des boîtiers qui les protègent), comme son grand-père paternel, sont de modestes émailleurs de cadrans de montre, la carrière de Charles-Édouard étant vouée au décor de ces boîtiers. Sa mère est une pianiste qui enseigne cet instrument. Son frère Albert, plus âgé d'un an, violoniste surdoué, devient compositeur et professeur de musique. L'historien de l'art et de la musique Peter Bienz analyse le rôle essentiel de cette culture musicale dans l'enfance de Charles-Édouard et son influence dans la conscience artistique du futur Le Corbusier,.
Dès 1891, Charles-Édouard doit fréquenter une « école particulière », ou jardin d'enfants, qui suit la méthode Froebel,,, et cela pour de nombreuses années car l'école primaire dans le canton de Neuchâtel était elle aussi froebelienne. C'est une méthode pédagogique enfantine pouvant être vue comme étant « hyper » géométrique. Pourtant l'architecte n'en parlera jamais ouvertement au cours de sa vie.

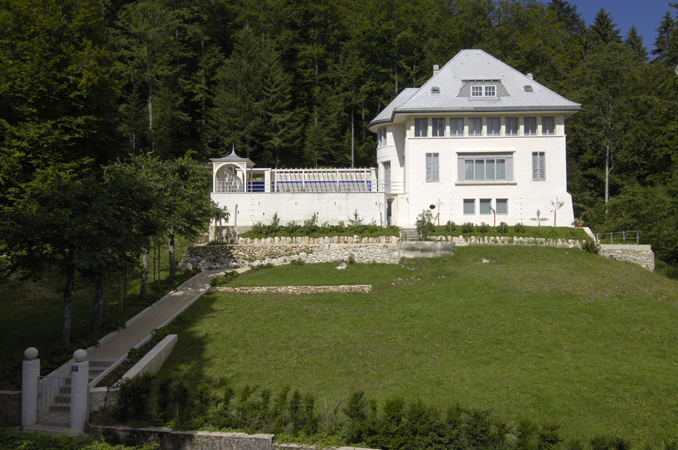
Façade principale de la Villa Jeanneret-Perret.

En 1900 Charles-Édouard entame une formation de graveur-ciseleur à l'école d'art de La Chaux-de-Fonds dans le canton de Neuchâtel en Suisse, suivant les traces de son père. L'élève-artisan réalise sa première gravure sur un boitier de montre — conservé au musée des Beaux-arts de La Chaux-de-Fonds — à quinze ans, obtenant une première récompense à l'exposition des arts décoratifs de Turin en 1902. Mais l'évolution catastrophique de sa vue — il ne voit que d'un œil — et un artisanat en crise dont Charles-Edouard déteste la répétitivité et le manque de créativité (son professeur de dessin, directeur de cette école, Charles L'Eplattenier est d'ailleurs conscient que la formation traditionnelle de l'artisan-artiste est remise en cause par la production industrielle des montres, la concurrence étrangère et la mode des montres-bracelets destinée à supplanter la fabrication de montres de gousset) ne lui permettent plus d'envisager la poursuite de cette formation, encore moins d'espérer faire carrière. Charles-Édouard désire devenir artiste peintre. Charles L'Eplattenier, émule de l'Art nouveau en France, l'accueille dans son cours de dessin d'art, mais, ne percevant pas son talent, le dirige vers l'architecture et la décoration en 1904. Il l'invite avec deux autres élèves à participer à la réalisation d'une maison sous l'égide de l'architecte Chapallaz, en particulier la décoration de sa première villa à l'âge de dix-sept ans. Dans cette villa Fallet, il exprime un courant architectural régionaliste jurassien, le style sapin, en reprenant le stéréotype du chalet, avec des traits classiques comme le fronton, et des détails qui préfigurent son futur style, notamment la simplicité des ornements qui reprennent des formes naturelles mais les ramènent à une stricte synthèse géométrique.
L'argent de son travail à la Villa Fallet en poche, il quitte l'école sans prévenir ses parents, jugeant l'enseignement trop académique. À partir de 1907, il réalise de grands voyages d'étude à travers l'Europe. En 1911, il part avec son ami August Klipstein pour un périple qui durera 5 mois et qui les amènera à travers les Balkans, en Serbie, Bulgarie, Turquie et finalement en Grèce (Athènes où la découverte des ruines blanches de l'Acropole provoque chez lui un choc esthétique). Il rapporte de très nombreux croquis, montrant qu'il s'intéresse à l'art et à l'architecture médiévale. Comme pour presque tous ceux qui font le Grand Tour, sa première étape est l'Italie du nord. En 1909, il visite Paris et rencontre Eugène Grasset, architecte spécialiste de la décoration dont le livre constitue la base de sa formation d'architecte-décorateur. Sur les conseils d'Eugène Grasset, il apprend les premiers rudiments du dessin technique concernant l'architecture en béton armé, en travaillant quelques mois à Paris comme dessinateur chez les frères Perret, industriels du bâtiment spécialisés dans des constructions techniques en France et qui lui font découvrir le béton armé. Il rencontre le dernier fils de la fratrie, qui est l'architecte de la maison par nécessité, Auguste Perret. En 1910, en tant que jeune professeur il est chargé par son école d'art d'une mission d'étude sur l'évolution des rapports entre industrie et arts du bâtiment en Allemagne. Au terme des rencontres et des colloques prévus, il gagne Berlin et se fait embaucher quelques mois comme dessinateur dans la grande agence dirigée par Peter Behrens. Il est un simple collègue, parmi d'autres dessinateurs ou architectes novices embauchés, de Ludwig Mies Van Der Rohe et Walter Gropius. Ses gains salariaux lui permettent d'accompagner vers la Roumanie et la Grèce son ami Klipstein qui prépare une thèse sur le peintre Le Gréco.
De retour à La Chaux-de-Fonds, le jeune professeur ouvre son propre cabinet en février 1912. La première commande au cabinet est la villa Jeanneret-Perret (dite « Maison Blanche » ou « Villa Blanche ») pour ses parents, qui devient un vrai terrain d'expérimentation formel où il se sent libre d'appliquer ses idées mais les Jeanneret-Perret, famille protestante et frugale, se sont trop endettés pour ce palais fastueux, et doivent vendre la maison en 1919. La même année, il construit la villa Favre-Jacot, mais l'industriel commanditaire, effrayé du retard et du dépassement du coût prévu, lui retire la réalisation de la maison au profit de l'architecte Chapallaz. Il s'engage dans la rénovation de son école, elle échoue et il démissionne début 1914. Il s'empresse de passer l'examen fédéral de dessinateur, pour ne pas être sans diplôme officiel. Après quelques missions d'expert décorateur du bâtiment auprès des instances fédérales helvétiques, il décide de s'établir librement comme architecte.
Avant le début des hostilités en 1914, il visite l'exposition du Werkbund à Cologne. Il en revient avec un projet de cité-jardin pour La Chaux-de-Fonds. Les terribles destructions de Reims au début du conflit mondial stimulent son imagination pour reconstruire la ville, avec le système Dom-Ino.
Malgré un lancement publicitaire intense, l'agence d'architecture Jeanneret vivote et son architecte est contraint d'exercer d'autres activités plus lucratives, par exemple comme employé saisonnier dans le commerce de meubles d'occasion venant de France pendant la Guerre. En 1916, il construit la villa Schwob, dite aussi « villa Turque ». Mais, soucieux de bien construire, il dépasse le prix du devis de construction. De multiples tracas exaspèrent le jeune architecte, les fuites dans la toiture en béton dont il a revêtu un cinéma de La Chaux-de-Fonds et les impayés de son agence. En 1917, les dirigeants de l'usine Bayard lui confient la réalisation d'une cité-jardin à Saint-Nicolas-d'Aliermont,, il en dessine les plans, réalise des croquis et construit une maison à titre d'essai. Mais là encore, à la suite de problèmes techniques, le projet s'arrête.
En 1917, le jeune architecte végétant sans véritable clientèle rêve de participer à la reconstruction de la France dont il anticipe la victoire. Il a des projets plein la tête, pour (re)construire en série et à faibles coûts dans un grand pays. Paris est aussi une capitale de l'art et de la culture, il y a étudié avec joie en 1910, mais il n'a pas rencontré les milieux artistiques et se confronte au conformisme régnant dans la politique officielle de l'architecture, qui maintint une organisation professionnelle d'inspiration corporative, avec l'ordre des architectes dont la présidence est assurée par un académicien. Le Corbusier ne sera jamais diplômé, mais Perret acceptera de l'intégrer à cet ordre à la faveur d'une mesure d'exception. Dès qu'il le peut, l'apprenti architecte presque trentenaire, artiste dans l'âme, fasciné par les machines et la vitesse, s'engage à transférer son petit cabinet d'architecte à Paris.

### 1917-1925: l'aventure artistique du purisme

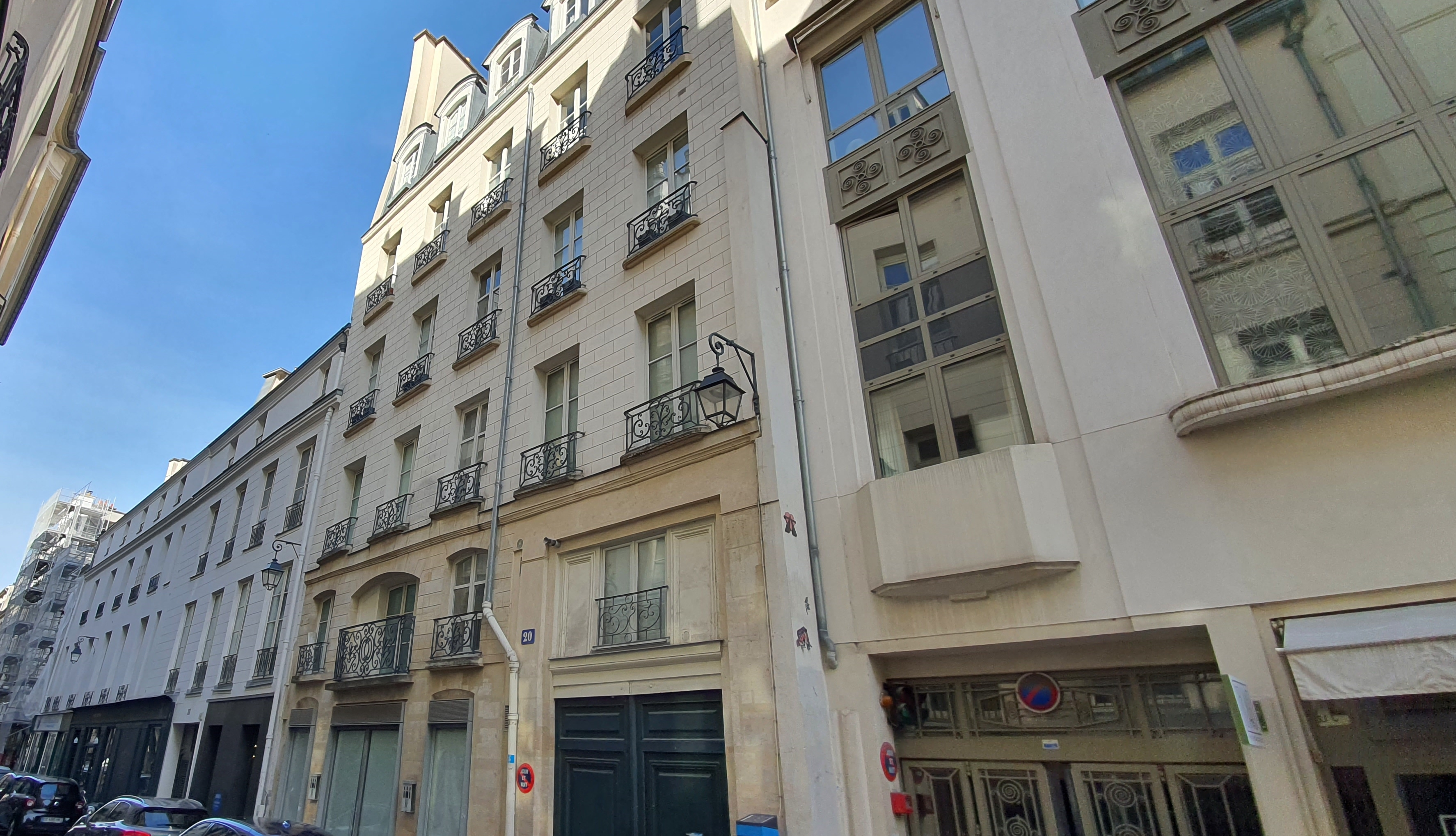
Son domicile rue Jacob à Paris.

Dès 1917, il habite rue Jacob à Paris. Il fonde rue d'Astorg un premier atelier d'architecture, inscrit au registre administratif sous le nom de société d'entreprise industrielle et d'étude. Auguste Perret le présente aussitôt à Amédée Ozenfant, qui l'initie à la peinture à l'huile. Ensemble, ils jettent les bases en 1918 du purisme, courant artistique proposant un retour à l'ordre, opposé aux dérives de l'art avant la déflagration mondiale, en particulier stigmatisant le cubisme (lire les propos acides sur le cubisme dans le livre manifeste « Après le cubisme », 1918) ou les excès futuristes. Il expose ses deux premières toiles galerie Thomas avec celles d'Ozenfant. La peinture doit être pure, autant au niveau de la morale que par sa simplicité. L'art a vocation à être rationnel, l'abstraction fruit d'une application ordonnée et rigoureuse appelle un langage normalisé de forme géométrique élémentaire, des constructions proscrivant a priori la figuration humaine, acceptant des couleurs types. L'art doit engendrer un émoi vibrant et réveiller l'esprit avec sobriété. L'exubérance et surtout l'exhibitionnisme sont condamnés.
Pourtant l'avant-garde créatrice ne permet pas à Charles-Édouard, provincial anonyme, de vivre décemment. C'est pourquoi il travaille dès qu'il le peut en tant que dessinateur pour l'entreprise de bâtiment des frères Perret. Il multiplie les fonctions précaires de responsable technique ou d'agent administratif dans l'industrie du bâtiment. Au sortir de la guerre, en 1919, il devient même directeur d'une entreprise de matériaux en banlieue parisienne, mais celle-ci fait rapidement faillite.
Les deux compères rejoints par un ami poète définissent le sens du nouveau mouvement d'avant-garde qu'ils inventent en détail dans leur revue L'Esprit nouveau dès 1920.
C'est au lancement de cette revue en 1920 qu'il utilise pour la première fois son pseudonyme « Le Corbusier », qui est une adaptation du nom de son ancêtre du côté maternel « Lecorbésier », d'origine albigeoise. Il continue quand même à utiliser son nom pour signer certains de ses articles dans cette même revue de façon à faire illusion sur le nombre théorique de contributeurs. C'est à cette époque qu'il se construit son personnage (costume et lunettes strictes, pipe ou cigarette à la bouche) et sa légende : « Son image très travaillée (lunettes rondes, costume strict monté d'un nœud papillon), et développée dans les années 1920, participe à l'édification de sa légende noire ». Artiste bohème, il recherche des contacts avec les milieux artistiques et culturels parisiens, notamment dans les cabarets et les bordels de Montmartre.
Ozenfant expose quelques toiles dans le Pavillon de l'Esprit Nouveau, éphémère construction de Le Corbusier à l'occasion de l'Exposition internationale des Arts décoratifs en 1925. Mais déjà, Charles-Édouard Jeanneret accaparé par les créations architecturales ou d'équipement du logis, comme par les violentes polémiques sur l'architecture moderne et l'art décoratif, fréquente avec plus de réticence le peintre Ozenfant. Jeanneret ne dévoile plus au public ses œuvres picturales traitant à l'aquarelle de sujets divers tels que des vues d'architecture, des scènes de genre, des natures mortes ou des nus de prostituées, sujet qu'il puise dans les maisons closes. Ozenfant juge mal son évolution picturale, cette phase de réaction poétique qui le rapproche des productions d'un Léger ou d'un Picasso, auxquels il voue une amitié durable bientôt suivie d'une attirance vers le saugrenu message surréaliste. Ne prend-il pas des objets trouvés, coquillages, bois, os, fossiles, cailloux, pommes de pin, pour composer ses tableaux de collages ? Et ces dessins commencent à rechercher les courbes sensuelles du corps féminin ? La brouille entre les créateurs du purisme s'enfle ainsi de façon irrémédiable après 1925.

### 1922-1931: au temps des«villas blanches»[pourquoi?]
En 1922, la venue à Paris de son cousin, le jeune architecte et futur designer Pierre Jeanneret, lui permet de trouver un solide associé pour relancer son activité d'architecte, son entreprise de la rue d'Astorg ayant fait faillite l'année précédente. Les deux cousins suisses installent leur agence commune au premier étage dans un long couloir de 50 mètres, soustrait à la partie supérieure d'un ancien vaste cloître d'un couvent jésuite : c'est l'atelier 35, rue de Sèvres qui restera l'unique atelier architectural de Le Corbusier durant sa vie professionnelle. Pour faire connaître leur agence, Charles-Édouard publie Vers une architecture, une sélection des textes sur l'architecture signés Le Corbusier, parus dans la revue puriste L'Esprit nouveau. Le livre anti-académique, farouchement contre le décor dégradant la forme et les cinq ordres de l'architecture pontifiante, est un succès éditorial qui surpasse l'aura avant-gardiste de la revue puriste.
Adhérant au taylorisme et au fordisme américains, il voit dans ces techniques industrielles un moyen de standardisation de logements accessibles et une clé pour la rénovation sociale. La décennie 1920-1930 le voit réaliser un ensemble remarquable de projets de villas, d'ateliers ou d'habitations manifestes, construites ou non, où l'on voit se formaliser les éléments du langage architectural corbuséen. On peut citer en une liste non exhaustive :
- le projet de ville contemporaine de trois millions d'habitants, présenté au salon d'Automne à Paris en 1922 ;
- la villa Ker-Ka-Ré aussi appelée villa Besnus[40],[41],[42], à Vaucresson, sa première réalisation française, livrée en 1923 à un couple de rentiers retraités ;
- la Maison Ozenfant pour son ami peintre Amédée Ozenfant, à Paris, également livrée en 1923 ;
- le lotissement de Lège, six maisons ouvrières réalisées à Lège-Cap-Ferret à l'invitation de l'industriel bordelais Henry Frugès ;
- la villa Le Lac à Corseaux au bord du lac Léman, construite en 1924 pour ses parents. Sa mère y résidera seule trente années, après la disparition du père avant la fin des années 1920 ;
- la maison La Roche (1923-1925), pour le collectionneur et banquier Raoul La Roche, à Paris, accolée à la maison Jeanneret destinée à la famille de son frère pianiste, Alfred. Elle abrite aujourd'hui la Fondation Le Corbusier ;
- les ateliers des sculpteurs Lipchitz-Miestchaninoff, livrés en 1925 à Boulogne-Billancourt ;
- la réalisation en 1925 du Pavillon de l'Esprit nouveau, à l'occasion de l'Exposition internationale des arts décoratifs ;
- le projet du plan Voisin pour Paris en 1925 ;
- la cité Frugès à Pessac est composée de cinquante logements dans le quartier moderne de la ville, commandés en 1924 par le promoteur Henri Frugès et construits en 1926. L'absence de viabilisation du quartier entraîne la faillite du promoteur ;
- la maison du peintre René Guiette à Anvers en 1926 ;
- la villa du couple Ternisien, musiciens et artistes, à Boulogne-Billancourt, achevée en 1926.

Cette série culmine avec plusieurs études et(ou) réalisations remarquables entre 1927 et 1929 :
- deux maisons dans la cité expérimentale du Weissenhof, conçue en 1926 et construite en 1927 sous l'égide du Deutscher Werkbund, près de Stuttgart. Il publie une plaquette en allemand exposant la base de son travail avec les « cinq points d'une architecture nouvelle » ;
- la villa du sculpteur Planeix boulevard Masséna à Paris en 1927 ;
- le pavillon Nestlé à la foire de Paris en 1927 ;
- le projet pour le concours du siège de la SDN sur les rives du lac à Genève, qui fera l'objet d'une cabale menée par les architectes académiques relatée dans l'ouvrage Une Maison, un palais ;
- le projet pour le concours du palais des Soviets à Moscou en 1931[43] ;
- la villa Stein, connue aussi sous le nom de « villa les Terrasses », livrée vers 1929 à Garches. Cette maison, construite pour Michael Stein (le frère de Gertrude Stein) son épouse et Mme Anatole de Monzie sera plus tard divisée en appartements ;
- la villa Church, à Ville-d'Avray, en 1927[44], pour La Nouvelle Revue française, détruite en 1963 ;
- la villa Savoye, (1928-1931, Poissy) application des « cinq points d'une architecture nouvelle », la plus remarquable de cette période, et qui aura une influence considérable dans l'histoire de l'architecture ;
- le projet du Mundaneum, centre de culture mondiale à Genève. Non réalisé, il expose déjà le principe du plan du musée à croissance illimitée en 1939, qui influence l'architecture muséale des dernières décennies de sa vie, à Ahmedabad, Chandigarh ou Tokyo ;
- le siège du Centrosoyuz (1928-1935), siège de l'union des coopératives de l'URSS, à Moscou. Architectes et ingénieurs soviétiques réalisent la construction ;
- l'appartement Beistegui, construit en surélévation d'un immeuble des Champs-Élysées, à Paris, livré en 1933 et détruit depuis.

Le Corbusier conçoit son métier d'architecte de façon moderne : construire nécessite une mise en œuvre rigoureuse, autant qu'une mise à l'épreuve d'idées architecturales qui, en dehors des volumes et des formes conçues par une pensée nécessairement « mathématique », n'excluent nullement la façon d'habiter (et donc le mobilier et l'agencement des espaces) et le cadre de vie urbain et paysager dans son ensemble. Il mène ainsi une réflexion théorique sur l'urbanisme, avec des projets qui provoquent parfois de violentes polémiques comme le plan Voisin en 1925, dans lequel il propose de ré-urbaniser Paris, en détruisant les habitations le long des quais et du centre (sauf les monuments historiques reconnus) pour y construire de vastes immeubles gratte-ciel cernés d'autostrades. L'atelier 35, rue de Sèvres accueille les jeunes architectes de passage dans la capitale ainsi que des étudiants et stagiaires qui se préparent à leur vie professionnelle. Les plus familiers sont souvent étrangers, mais les périodes de travail sont courtes, parfois renouvelées. Il y a aussi des jeunes dessinateurs amateurs, voire des jeunes artistes ou des inventeurs-bricoleurs qui parviennent par leur talent technique à s'inclure dans l'activité de l'atelier. Les responsables soucieux de l'ordre et les stagiaires fidèles de l'atelier se voient attribuer des surnoms basés sur leurs initiales (« LC » pour Le Corbusier) ou le début du (pré)nom usuel (Corbu). À l'instar de jeunes architectes, techniciens ou ingénieurs familiers de l'atelier, l'assistant puis chef d'atelier de la fin des années 1930, André Wogenscky (Vog) y rencontre Marta Pan. Pour suivre les chantiers, Le Corbusier et Pierre Jeanneret choisissent des collaborateurs maîtres d'œuvre, comme Alfred Roth dans les années 1930.
Dès le début des années 1920, Le Corbusier multiplie les contacts avec les fournisseurs de mobilier. En 1925, mis à part ses propres créations, il n'est nullement satisfait du mobilier commercial qu'il peut exposer au Pavillon de l'Esprit Nouveau où il présente des chaises Thonet 209 et des tables et meubles casiers à piétement d'acier. Il entame une recherche sur les matières et les formes de base les plus sobres et/ou économiques en collaboration avec la maison Thonet. Il participe à la réalisation de la cité expérimentale du Weissenhof, conçue en 1926 et construite en 1927 sous l'égide du Deutscher Werkbund, près de Stuttgart, où l'un de ses deux pavillons est intérieurement aménagé de manière minimaliste avec des casiers intégrés dans des pièces desservies par un couloir. En 1927, il embauche alors Charlotte Perriand remarquée la même année au Salon d'automne, afin de réaliser en 1928 l'aménagement intérieur et l'ameublement global des villas La Roche et Church (détruite), lesquels, exposés sous l'appellation Équipement intérieur d'une habitation au Salon d'Automne de 1929, comprennent la fameuse « Chaise longue à réglage continu », le « Fauteuil à dossier basculant LC 1 », le « Fauteuil pivotant » le « Fauteuil Grand Confort » (jamais édité avant 1958) et ses variantes, la « Table extensible » en tube d'acier et verre, la « Table à piétement ovoïde LC 6 », ainsi que des meubles casiers qui s'inscrivent dans le style international des années 1930. Le Corbusier fonde à cette occasion avec les autres designers français l'Union des artistes modernes. Alors qu'il apparaît avec son trio avec Charlotte Perriand et Jean Prouvé, très en pointe pour la fabrication industrielle, il faudra attendre 1965 pour qu'un industriel du luxe italien, Cassina, produise en modeste série quelques-unes de leurs œuvres.
Il est parmi les architectes modernes européens qui prennent l'initiative de l'organisation, souhaitée par la mécène genevoise Hélène de Mandrot en 1928, du premier Congrès international d'architecture moderne (CIAM) réuni au château de La Sarraz, pays de Vaud. Ce cofondateur, qui s'enorgueillit d'un succès international puisque vingt-et-une nationalités sont représentées, participe d'emblée à la bataille du premier congrès. Au troisième congrès en 1930 à Bruxelles, l'axe Zurich-Amsterdam s'impose, laissant dans les marges Le Corbusier, vu et entendu parfois comme un agitateur dogmatique.

### 1929-1944: logements collectifs, bâtiments publics et urbanisme
À partir de la crise économique de 1929, Le Corbusier va concentrer sa réflexion théorique sur l'organisation de la concentration urbaine. Ces propositions d'urbanisme concernent :
- l'étude d'urbanisation de Rio de Janeiro en 1929 au cours de son voyage d'automne en Argentine et au Brésil ;
- Moscou en 1930 ;
- l'aménagement du front de mer d'Alger de 1930 à 1933 ;
- Barcelone en 1932 ;
- Anvers, Genève, Stockholm en 1933.

Tous ces projets, une fois publiés, sont fortement critiqués.
En même temps il mène les réalisations de la Cité de refuge de l'Armée du salut, en 1929 à Paris, et du pavillon Suisse de la Cité internationale universitaire de Paris (1930-1932).
En 1930, Charles-Édouard Jeanneret demande et obtient la nationalité française, faisant inscrire sur son passeport la profession d'homme de lettres. Il épouse Yvonne Gallis, ancien mannequin monégasque (1er janvier 1892 - 5 octobre 1957) rencontrée en 1922. Le couple emménage en 1933 au dernier étage d'un immeuble d'appartements construit par Le Corbusier rue Nungesser-et-Coli. Yvonne Gallis est une femme au foyer vivant dans l'ombre de l'architecte, le couple ne fait aucun enfant, Le Corbusier estimant que sa carrière d’architecte ne lui laisse pas le temps d'en éduquer.
Sa peinture a admis la figuration et les formes humaines depuis des années, elle inclut désormais des « objets à réaction poétique », qui peuvent être des formes glanées par la main concrète ou l'œil.
À partir des études d'urbanisme réalisées pour le CIAM, il propose le projet générique de « ville radieuse ».
Le CIAM d’Athènes, tenu en 1933 sur le paquebot qui se rend de Marseille au Pirée, prend pour thème la ville fonctionnelle. Les quatre fonctions habiter, travailler, se cultiver (entretenir son corps et son esprit), circuler, enthousiasment Le Corbusier, pourtant toujours marginalisé au même titre que l'architecture moderne française. Ses simples notes servent à rédiger l'ouvrage La Charte d'Athènes, paru sous l'Occupation.
Après 1934, la crise touche les architectes en France. Mais Le Corbusier est déjà une autorité internationale. Profitant de son audience à l'étranger, son cabinet qui a l'avantage d'accueillir un grand nombre de jeunes collaborateurs ou stagiaires non rémunérés continue d'être une ruche bourdonnante. Le conférencier au rayonnement attendu sur l'art architectural moderne multiplie les voyages en Amérique ou en Europe. La fondation Rockefeller l'invite à New York en 1934. En juillet et août 1936, Le Corbusier réside à Rio de Janeiro au Brésil, officiellement pour une tournée (rémunérée) de conférences, officieusement comme super-consultant pour améliorer le projet de construction du ministère de l'Éducation nationale et de la Santé publique brésilien. L'architecte Lúcio Costa, ancien élève des Beaux-Arts de Paris et familier de l'atelier de la rue de Sèvres est à l'origine de cette invitation. Avec Oscar Niemeyer, ils essaient de tirer le meilleur des propositions dessinées du maître. Les deux architectes brésiliens, avec d'autres collaborateurs, construisent ensuite à leur façon le ministère de l'Éducation nationale à Rio de Janeiro de 1936 à 1943.
En France, les affaires des cabinets d'architecture sont inexistantes. Le Corbusier travaille à coût réduit et s'adapte à la demande. La maison de vacances pour M. Peyron aux Mathes près de Royan est construite par l'entrepreneur du village : elle a des murs porteurs qui supportent une charpente, soutenant une couverture en fibrociment. Le budget serré n'a pas permis le déplacement de l'architecte, qui s'est contenté d'être le dessinateur et le superviseur des plans précis réalisés à l'atelier. La maison de week-end pour M. Félix, à La Celle-Saint-Cloud, est — autre concession — de plain-pied et sans étage. Des voûtes de béton armé surbaissées permettent d'engazonner le toit, tout en réservant des entrées de lumière par des lanterneaux. L'art corbuséen s'investit dans les contrastes de matériaux : béton, maçonnerie de pierre meulière locale, brique de verre, panneaux de bois…
L'atelier participe sans succès au concours pour le musée d'Art moderne de Paris en 1935.
La même année, amateur d’automobile et ami de Gabriel Voisin dont il possédait une C7, Le Corbusier présente au concours lancé par la Société des Ingénieurs de l’Automobile son projet de « voiture minimum », dont la conception, avec son cousin Pierre Jeanneret, remonte à 1928.
Le Corbusier prend sa revanche au cinquième CIAM qu'il organise en 1937 à Paris avec un mécénat français, sur le thème « logis et loisirs ». Un trio directeur, désolidarisant l'ancienne direction, se forme durablement : l'architecte allemand Walter Gropius, le secrétaire général des CIAM, le professeur zurichois Sigfried Giedon et Le Corbusier représentent l'architecture moderne jusqu'au sixième CIAM de Bridgwater (Angleterre) en 1947, qui voit l'irruption d'une nouvelle génération d'architectes turbulente, qui conteste l'ancienne. Les congrès vidés de leurs disputes ardentes, malgré la fidélité de Le Corbusier vieillissant, se maintiennent jusqu'en 1959.
En 1937, invité in extremis à l'Exposition universelle de Paris, Le Corbusier élabore le pavillon des Temps Nouveaux qui montre, peut-être avec ironie, l'état précaire de l'architecture en France par sa conception. L'abri-tente, soutenu par des pylônes auxquels s'accrochent haubans et câbles, met exposants et expositions, en particulier celles des CIAM, sous une toile couvrant 1 200 m2. Théoriquement démontable pour être reconstitué dans d'autres villes, selon le vœu corbuséen, le chapiteau n'est pas réutilisé et les composants sont vendus ou dispersés.
L'année suivante, Le Corbusier est invité à exposer sa conception de l'architecture dans le film Les Bâtisseurs, commande de la fédération CGT des travailleurs du bâtiment de la région parisienne. Il y présente longuement ses idées sur l'architecture nouvelle, et dessine au fil de son exposé sur un grand tableau blanc.
En 1938, il conçoit l'ancien Atelier jeunesse de France, actuel immeuble des 9 et 11, rue Le Bua dans le 20e arrondissement de Paris.
En mai 1940, Le Corbusier ferme son atelier de dessin-cabinet d'architecture de la rue de Sèvres, et part à Grenoble. Accompagné de son épouse Yvonne, il se réfugie dans le Midi ; le couple réside ensuite dans le petit village pyrénéen d'Ozon. Le Corbusier redevient découvreur-rêveur et artiste en collectionnant les objets trouvés ou jetés, et en s'adonnant à la peinture murale. Mais la deuxième année d'occupation allemande le fait revenir avec son épouse à Vézelay, en Bourgogne, alors en zone occupée. Muni d'une doctrine des « trois établissements humains », il intrigue — aux dires d'hommes politiques — dans les ministères de Vichy. Vain demeure son souhait de hâter la mutation industrielle du secteur du bâtiment et de réaliser à tout prix sa vision de la « cité moderne », sans se soucier de la nature du régime politique susceptible de mettre en œuvre ses idées sur l'urbanisme — comme en témoigna Romain Rolland . Il n'obtient que des modélisations de fabrications rapides pour le logement provisoire des sinistrés et des animations techniques de chantier de jeunes. De cette période morne sortent diverses constructions à base de matériaux naturels accessibles, qu'il avait dénommés « les murondins ». Il ne revient à Paris qu'après 1942. Son atelier n'est définitivement rouvert pour ses anciens collaborateurs qu'après la libération de Paris.

### 1941-1943: Le Corbusier et le régime de Vichy
Selon l'Encyclopédie Larousse : « Personnalité provocante : cet homme que les militants d'extrême droite qualifiaient si aisément de bolchevik était membre d'une organisation fasciste ». De même source : « En 1941, Destin de Paris, reprenant le « Plan Voisin », est un appel ouvert à l'autorité de Vichy. »
En 1926, Le Corbusier se rapproche de membres du Faisceau de Georges Valois, un des premiers partis fascistes organisés en France et dissous en 1928, associant antiparlementarisme et syndicalisme révolutionnaire, où certains participants prônent la mise en place d'une politique nationale d'aménagement du territoire et de planification urbaine. En janvier 1931, il devient ainsi membre du comité de rédaction de la revue Plans fondée en 1930 par Philippe Lamour (celui-ci étant considéré comme le père de l'aménagement du territoire en France), ancien membre du Faisceau, tout comme Hubert Lagardelle, François de Pierrefeu et Pierre Winter, membres du comité de rédaction. En 1933, il participe à la revue Prélude dirigée par son ami Winter, ancien membre du Faisceau également. Néanmoins, dans un article publié la même année dans cette revue, Le Corbusier attaque à la fois « l'architecture mussolinienne moderne » et le régime lui-même : « Rome imitant Rome, une folle redondance. » François de Pierrefeu contribue pour sa part à la revue Plans et à la revue Prélude.
Bien que d'origine suisse, Le Corbusier a tenté en vain de vendre ses idées au régime de Vichy, à l'occasion de la modernisation mise en œuvre de la règlementation de l'urbanisme et des futures reconstructions, pendant les 17 mois et demi de son séjour dans cette ville, de janvier 1941 à juillet 1942, malgré la nomination d'Hubert Lagardelle comme ministre du Travail dans le gouvernement Pierre Laval (avril 1942-novembre 1943). Pour ce faire, François de Pierrefeu est aux côtés de Le Corbusier durant cette période, au cours de laquelle ils signent ensemble le livre La Maison des hommes. En juin 1942, son plan d'urbanisme pour Alger est rejeté. Après le départ de Le Corbusier de Vichy, le 1er juillet 1942, il devient de mi-1942 au 20 avril 1944 conseiller technique à la Fondation française pour l'étude des problèmes humains dirigée par l'eugéniste et prix Nobel de médecine de 1912, le professeur Alexis Carrel. François de Pierrefeu continue de défendre les intérêts de l'architecte auprès des autorités gouvernementales. Par la suite, en 1944, Pierre Winter sera quant à lui nommé inspecteur général du Travail du gouvernement de Vichy.
En 1942, pour sa naissance, et en 1943, pour son lancement, l'auteur est partie prenante de l'assemblée des constructeurs pour la rénovation architecturale ou ASCORAL. Il s'agit d'une organisation élargie du groupe CIAM-France à des acteurs de nombreuses disciplines d'ingénierie et de recherche scientifique qui vise à établir des normes dans l'industrie de la construction qui puissent répondre avec cohérence à ces principales fonctions.
L'un des concepts de Le Corbusier, le Modulor, mis au point à partir de 1943 au cours de sa collaboration avec Carrel, n'échappe pas à la critique : pour Laurent Baridon, « prétendre que le Modulor est le prototype des surhommes élaborés dans la vision de Carrel serait sans doute simplificateur. Mais il est de façon manifeste le descendant de « l’homme nouveau » théorisé par les technocrates de l’entre-deux-guerres. C’est une « construction de l’homme » pour reprendre le terme de Carrel [...] Le Modulor pourrait évidemment être expliqué dans la perspective théorique de la tradition pythagoricienne et de l’homme vitruvien. Mais il n’en reste pas moins vrai qu’il est le produit d’une conception de l’homme qui a justifié des pratiques eugénistes autoritaires. Certes Le Corbusier n’est pas directement impliqué dans ce processus, mais le Modulor est issu d’une conception réductrice et réactionnaire de la place de l’homme dans l’architecture et dans la société ».
En 1942, Le Corbusier se préoccupe de la publication de la charte d'Athènes.

### 1945-1965: l'après-guerre
Le Corbusier est soupçonné d'antisémitisme et de collaboration avec le fascisme. Soutenu par Eugène Claudius-Petit et André Malraux, il échappe à l’épuration et engrangera des commandes architecturales. En 2010, la banque UBS décidera toutefois de le retirer de ses publicités.
Les destructions de la guerre mondiale, puis la croissance démographique en France appellent avec vigueur une reconstruction. « Reconstruire dans l'urgence », que ce soit pour des sinistrés ou des démunis, nécessite, selon Le Corbusier, une disposition d'esprit différente de « construire » où la quête d'émotions partagées nourrissant l'architecture créatrice s'adapte suivant un rythme propre à une manière d'habiter individuelle ou familiale. La solution économique idéale passe par l'industrialisation du bâtiment et les fabrications standardisées d'équipements en série.
Pour répondre à ce défi, l'AtBat ou atelier des bâtisseurs se crée rue de Sèvres. Des hommes de l'art reconnus apportent leurs compétences, leurs soutiens ou contributions financières, ou sympathisent avec l'atelier. Parmi eux :
- les architectes Pierre-André Émery (es), André Sive, André Wogenscky, Roger Aujame, Nadir Afonso, Jerzy Sołtan (architecte polonais, futur professeur d'architecture et de design urbain à l'École supérieure de design de Harvard), Gérald Hanning ;
- l'ingénieur des mines Jean Commelin ;
- l'organisateur Jacques Lefebvre ;
- le directeur des travaux Marcel Py ;
- le technicien et industriel nancéien Jean Prouvé ;
- l'ingénieur Vladimir Bodiansky.

L'architecte planificateur souhaite pourtant développer des cités-jardins verticales (en hauteur) et horizontales, délimiter au mieux les espaces marchands, industriels, administratifs de la ville au bénéfice des transports efficaces et rapides tout en créant espaces verts et centres piétonniers, en respectant les éléments paysagers. C'est dans ce cadre qu'il accepte en 1945 de proposer des plans de villes, tels le port de La Rochelle-Pallice, Saint-Gaudens ou Saint-Dié. Ses plans d'urbanisme n'auront pas de succès.
Pourtant, de 1945 à 1952, Le Corbusier voit avec satisfaction se réaliser en France des unités modèles de sa ville moderne :
- l'unité d'habitation : la première est inaugurée à Marseille par Eugène Claudius-Petit, ministre de la reconstruction. D'autres unités d'habitation seront édifiées à Rezé et à Briey ;
- le bâtiment industriel : le seul exemplaire corbuséen est l'usine Claude et Duval (1948-51), quai du Torrent / 1, avenue de Robache à Saint-Dié ;
- l'église : la Chapelle Notre-Dame-du-Haut à Ronchamp.

En 1946, Le Corbusier, à la demande du ministre de la Reconstruction et de l'Urbanisme, le communiste François Billoux, élabore les plans et supervise la construction de la Cité radieuse de Marseille, sa première unité d'habitation dont la construction s'achèvera en 1952. Il s'agit d'un immeuble d'habitation sous la forme d'un parallélépipède sur pilotis (en forme de piètements évasés à l'aspect rugueux) d'une longueur de cent trente mètres et d'une hauteur de cinquante-six mètres, qui constitue une innovation importante dans la conception architecturale des résidences d'habitation. Il applique, pour cet immeuble, ses principes d'architecture pour une nouvelle forme de cité en créant un « village vertical », composé de 360 appartements en duplex distribués par des « rues intérieures ». Surnommée familièrement « La Maison du Fada », cette réalisation fait partie des œuvres de Le Corbusier classées au patrimoine mondial de l'UNESCO.
Édifié entre 1945 et 1952, situé sur le boulevard Michelet de Marseille, près du stade Vélodrome, cet immeuble est l'une des cinq unités d'habitation construites par Le Corbusier au cours de sa carrière. Essentiellement composée de logements, elle comprend également à mi-hauteur de ses dix-sept niveaux, des bureaux et divers services commerciaux (épicerie, boulangerie, café, hôtel/restaurant, librairie, etc.). Le toit-terrasse de l'unité, libre d'accès au public, est occupé par des équipements publics : une école maternelle, un gymnase, une piste d'athlétisme, une petite piscine et un auditorium en plein air. Son inauguration officielle sur le toit-terrasse le 14 octobre 1952 en présence du ministre de la Reconstruction, Eugène Claudius-Petit, est un grand moment d'émotion dans la vie de son architecte concepteur. Entre 1953 et 1956, l'État, pour récupérer les fonds investis, vend l'ensemble des duplex aux particuliers privés et se désintéresse de la vie sociale interne qui l'impliquait paradoxalement dans la conception. Notons que l'unité d'habitation est expressément conçue pour le logement social, autant par son agencement que par l'ameublement.
En 1950, il est choisi par l'archevêque de Besançon et se lance, au départ récalcitrant, à 63 ans, dans l'aventure de la reconstruction de la chapelle Notre-Dame-du-Haut, située au sommet de la colline de Bourlémont, à Ronchamp en Franche-Comté, détruite par les bombardements de septembre 1944. C'est son premier projet d'un bâtiment de culte, bien qu'il ait travaillé en 1929 sur les plans de l'église de Tremblay-lès-Gonesse : « Je n'avais rien fait de religieux, mais quand je me suis trouvé devant ces quatre horizons, je n'ai pu hésiter ». Athée, il disait avoir des ancêtres cathares (desquels il tire son pseudonyme Corbusier pouvant signifier marchand de corbeilles ou encore cordonnier). En mai 1955, il se réjouit de retrouver son premier métier d'apprentissage ; il réalise seul en usine le décor de la grande porte de l'église de Ronchamp en y appliquant 18 m2 de peinture sur émail.
Il participe à l'édification de deux autres bâtiments cultuels :
- le couvent Sainte-Marie-de-la-Tourette à Éveux près de Lyon, dessiné en 1953, réalisé de 1954 à 1959, inauguré en 1960 et
- l'église Saint-Pierre de Firminy, près de Saint-Étienne dans la Loire. Jamais terminée de son vivant, c'est seulement en 2006 qu'elle sera achevée. Ce chantier, tout à fait inhabituel, a été mené par José Oubrerie, ancien collaborateur de l'agence Corbu.

La notoriété mondiale s'attache à sa figure. Dès 1947, il siège au Conseil économique et préside différentes délégations françaises d'affaires culturelles vers les pays francophiles, où il est populaire. Ses services envers l'État lui valent d'être nommé chevalier de la Légion d'honneur (1937), promu officier en 1945 puis commandeur en 1952, et enfin élevé à la dignité de grand officier en 1964.
Ses obligations officielles, voire ses préparations minutieuses des CIAM, par exemple, le septième congrès de l'été 1949 à Bergame, n'entravent pas les activités de son cabinet d'architecture et sa participation à des chantiers internationaux. Par exemple, le 24 février 1949, il signe à Bogota avec son fidèle ancien élève barcelonais Sert et le New-Yorkais Wiener un contrat de reconstruction de la ville colombienne.
Il va appliquer ses principes urbains et architecturaux à l'échelle d'une ville quand les autorités indiennes, au début des années 1950, lui confient le projet de la ville de Chandigarh, nouvelle capitale du Pendjab située sur un haut plateau dominé par la chaîne himalayenne. Dès 1951, associé à l'architecte indienne Eulie Chowdhury, il prend en charge l'urbanisme entier et dessine en premier lieu les bâtiments du complexe administratif ou capitole pour la ville indienne encore quasiment déserte :
- le palais de Justice ou de Haute Cour achevé en 1956, inauguré le 19 mars 1956 en présence du premier ministre Nehru ;
- le palais du Capitole ou du Gouverneur (jamais construit) ;
- le Secrétariat (maison des ministères) achevé en 1958 ;
- le palais de l'Assemblée inauguré en 1961.

Avant les grands chantiers, Le Corbusier répond aux sollicitations des classes aisées indiennes en concevant des résidences privées de luxe. Ainsi de 1951 à 1954, il supervise la construction du palais de l'association des filateurs d'Ahmedabad, ainsi que les villas Sarabhaï et Shodan. Des observateurs ont montré que la villa Jaoul, à Neuilly-sur-Seine, a bénéficié en retour de l'approche pragmatique indienne.

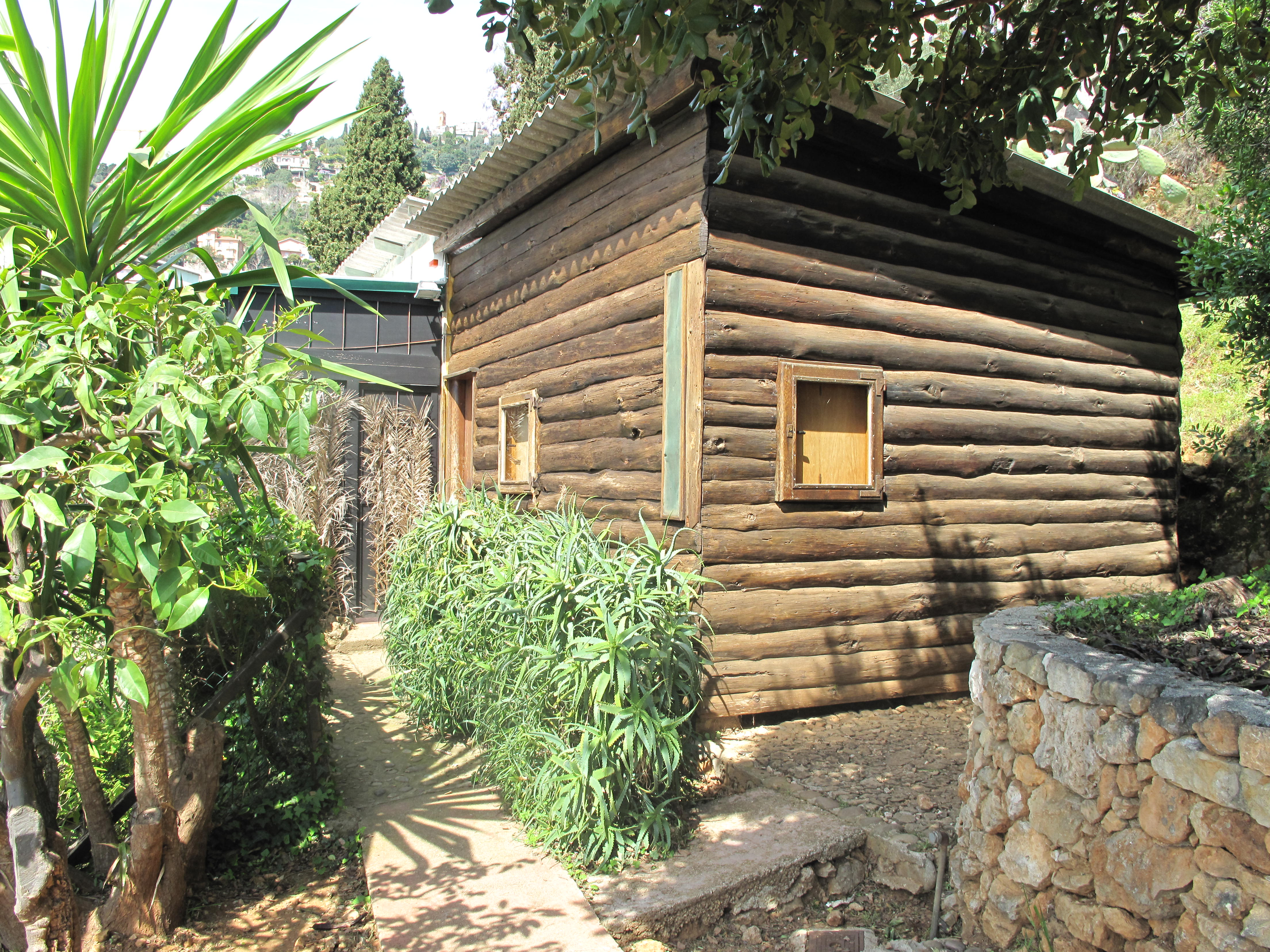
Le cabanon à Roquebrune.

Son cousin collaborateur, Pierre Jeanneret, supervise sur place l'avancement des travaux. La sculpture pacifique de la Main ouverte, la Tour des ombres, la Fosse des considérations, sont des réalisations différées de trente années. Chandigarh offre une synthèse entre les théories novatrices de ses débuts et l’utilisation de formes non linéaires, influencées par la tradition locale.

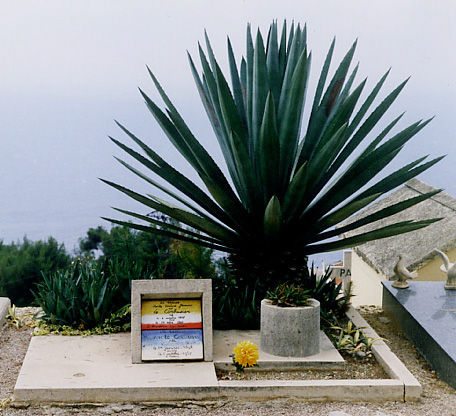
Tombe de Le Corbusier à Roquebrune.

Entre 1948 et 1950, Le Corbusier gère un projet de résidences de vacances Roq et Rob sur une colline escarpée dominée par les bastions de Roquebrune à Cap Martin. Il y regroupe des modules d'habitation type maison Monol ou villa du Week-End à La Celle-Saint-Cloud. Mais le projet est abandonné par le promoteur. En 1952, le bâtisseur d'édifices gigantesques, séduit par ce bord de mer, construit avec Fernand Gardien, à Roquebrune-Cap-Martin, un cabanon-baraque de 3,66 × 3,66 × 2,26 m, mesures empruntées au Modulor, à bardage de croûte de pin « sur un bout de rocher battu par les flots ».
Quelque temps auparavant, le 11 avril 1952, une exposition de ses dessins de la période 1918-1928 - période intense et cruciale, affirmait-il - était inaugurée à la galerie parisienne Denise René. Après trente ans d'éclipse, surtout en France, l'artiste discret choisit de revenir sur le devant de la scène. En décembre 1953, une grande exposition de ses œuvres marque le public au Musée national d'art moderne. Elle est aussi présentée à Londres.
Au cours des années 1950, si florissantes pour les grosses agences d'architecture engagées dans la Reconstruction, Le Corbusier gouverne avec dureté son atelier qui stagne à l'échelle artisanale, selon l'opinion d'Oscar Niemeyer. Le Corbusier, architecte ascétique et rigoureux sans concession, n'affiche que mépris pour les confrères enrichis, étalant un train de vie luxueux par propriété privée et voitures interposées. Les commandes de l'atelier restent faibles, mais le réseau des anciens étudiants-collaborateurs s'affirme efficace. Lucio Costa vient construire avec le maître le pavillon du Brésil à la Cité internationale universitaire de Paris, de 1957 à 1959. José-Luis Sert, doyen de la section d'urbanisme à l'université d'Harvard, impose Le Corbusier pour le centre Carpenter consacré aux arts visuels, projeté en 1959 et terminé en 1965. Les anciens étudiants nippons de l'atelier, Mayekawa et Sahakura, l'invitent à Tokyo construire le musée d'art occidental. Le Corbusier, figure internationale de l'architecture, passe ainsi de nombreuses semaines chaque année dans les avions et les aéroports.
La fin des années 1950 est douloureuse. Il perd les deux femmes qui comptaient le plus dans sa vie, son épouse le 5 octobre 1957 puis sa mère début 1959. Mais Le Corbusier en privé ne s'enferme que pour créer. Il cultive l'amitié, on le voit copain avec André Malraux. Lorsqu'il réside à Paris, il passe en matinée à l'atelier pour accomplir ses obligations avec sa secrétaire et répondre aux sollicitations des collaborateurs et visiteurs. Mais l'après-midi il trouve refuge dans l'activité artistique dans son appartement-terrasse de l'immeuble Molitor situé au 24, rue Nungesser-et-Coli. Il prend invariablement au minimum un mois de délassement estival dans son cabanon, en compensation de ses nombreux voyages et déplacements lointains.
Ce sportif amaigri par l'âge meurt le 27 août 1965, à l'âge de 77 ans, à la suite d'un malaise cardiaque au cours de sa séance quotidienne de natation en Méditerranée, plage du Buse, située près du cabanon, à Roquebrune-Cap-Martin. Après de grandioses obsèques nationales dans la cour du Louvre, orchestrées par le ministre André Malraux, il est simplement enterré sur un promontoire de Roquebrune avec sa femme. Le sobre monument funéraire en béton à double forme dans le cimetière Saint-Pancrace à Roquebrune est de sa conception : une plate-forme horizontale de gravier est couverte de dalles de béton : celle de droite est ornée de l'empreinte d’un coquillage et scellée de la croix que sa femme ne quittait jamais. Un cylindre blanc, rappelant les formes pures que Le Corbusier affectionnait, complète la composition. La dalle de gauche est ornée d’une épitaphe émaillée aux couleurs vives qui représentent un coucher de soleil à l'horizon sur la mer.

## Le Corbusier artiste et les artistes
En même temps que sa pratique architecturale, Le Corbusier n'a de cesse de nourrir sa réflexion par une pratique régulière des arts plastiques. Son premier « voyage d'Orient » le fait passer par Vienne où il rencontre entre autres Gustav Klimt. On l'a vu, sa collaboration avec Amédée Ozenfant a été féconde (l'esprit nouveau, le purisme, etc.). Il s'est ensuite rapproché de Fernand Léger puis de Pablo Picasso et Georges Braque.
Après 1917, il exerce la peinture et compte de nombreuses expositions à l'étranger, malgré une trentaine d'années de mise entre parenthèses de son activité picturale en France (1923-1953). Dès 1940, il se lance dans la peinture murale.
Lors de son séjour à New York comme consultant pour le siège des Nations-Unies, il se lie d'amitié avec le sculpteur et peintre Costantino Nivola, d'origine sarde et émigré aux USA en 1939 du fait de son mariage avec Ruth Guggenheim, une jeune artiste juive allemande. Chez les Nivola-Guggenheim, qui le reçoivent régulièrement dans leur atelier et leur maison de Long Island, il réalise des moulages sur sable (sand-casting), selon un procédé inventé par Nivola, auquel il rend hommage dans un court texte en 1954. Cette amitié durera jusqu'à sa disparition en 1965 et a fait l'objet de différentes publications et d’une exposition au Musée Nivola d'Orani (Sardaigne).
Le dessinateur instaure des partenariats en ce qui concerne la sculpture après 1947 et les tapisseries à partir de 1948 :
- il était lié d'amitié avec l'ébéniste breton de Tréguier Joseph Savina, artiste et sculpteur amateur, à qui il confie — dès 1947 et au début des années 1950 — la réalisation de sculptures en bois, dont il faisait le projet dessiné ;
- il réalise de nombreux cartons de tapisserie : après une première pièce tissée en 1936 à Aubusson pour Marie Cuttoli[i], il collabore avec Pierre Baudouin[74], professeur à l'École nationale des arts décoratifs d'Aubusson, et fait réaliser plusieurs dizaines d'œuvres en tapisserie d'Aubusson (en particulier avec les manufactures Picaud et Pinton).

Après 1950, il s'intéresse aux collages. Son œuvre peinte La Main Ouverte réalisée en novembre 1948, unit les techniques du papier collé et de la gouache. Elle est actuellement conservée au musée des Beaux-Arts de Beaune à la suite du don de Georges Henri Rivière en 1955.
Dans l'atelier de Jean Martin, à partir de 1953, il grave des émaux sur tôle d'acier.
La diffusion de ses lithographies est immense.
Pour expliquer cette production gigantesque de dessins, d'aquarelles et de toiles, il suffit de connaître son emploi du temps. Il avoue qu'après un sommeil réparateur, il se réserve en règle générale la matinée de 8 h à 13 h. C'est le premier temps libre pour la création picturale et le dessin. L'après-midi est réservée aux affaires d'architecture et d'urbanisme. Le soir, il peut se plonger dans l'écriture et les rapports de congrès ou de voyage.
L'âge venant, après la disparition d'Yvonne, à la fin des années 1950, il supervise le matin le travail à l'atelier et prend son après-midi et sa soirée au calme dans son haut logement 24, rue Nungesser et Coli. Ce lecteur assidu des aventures d'Ulysse, de Panurge ou du chevalier Don Quichotte, pour ne citer que ses héros favoris, grand observateur du toit-terrasse adjacent laissé en friche, préférait souvent peindre ou dessiner jusqu'à la nuit tombante.
Il a beaucoup œuvré pour faire connaître son « autre » cousin Louis Soutter, qui est maintenant reconnu comme un grand artiste suisse et dont il possédait plusieurs centaines de dessins.

## L'influence de Le Corbusier

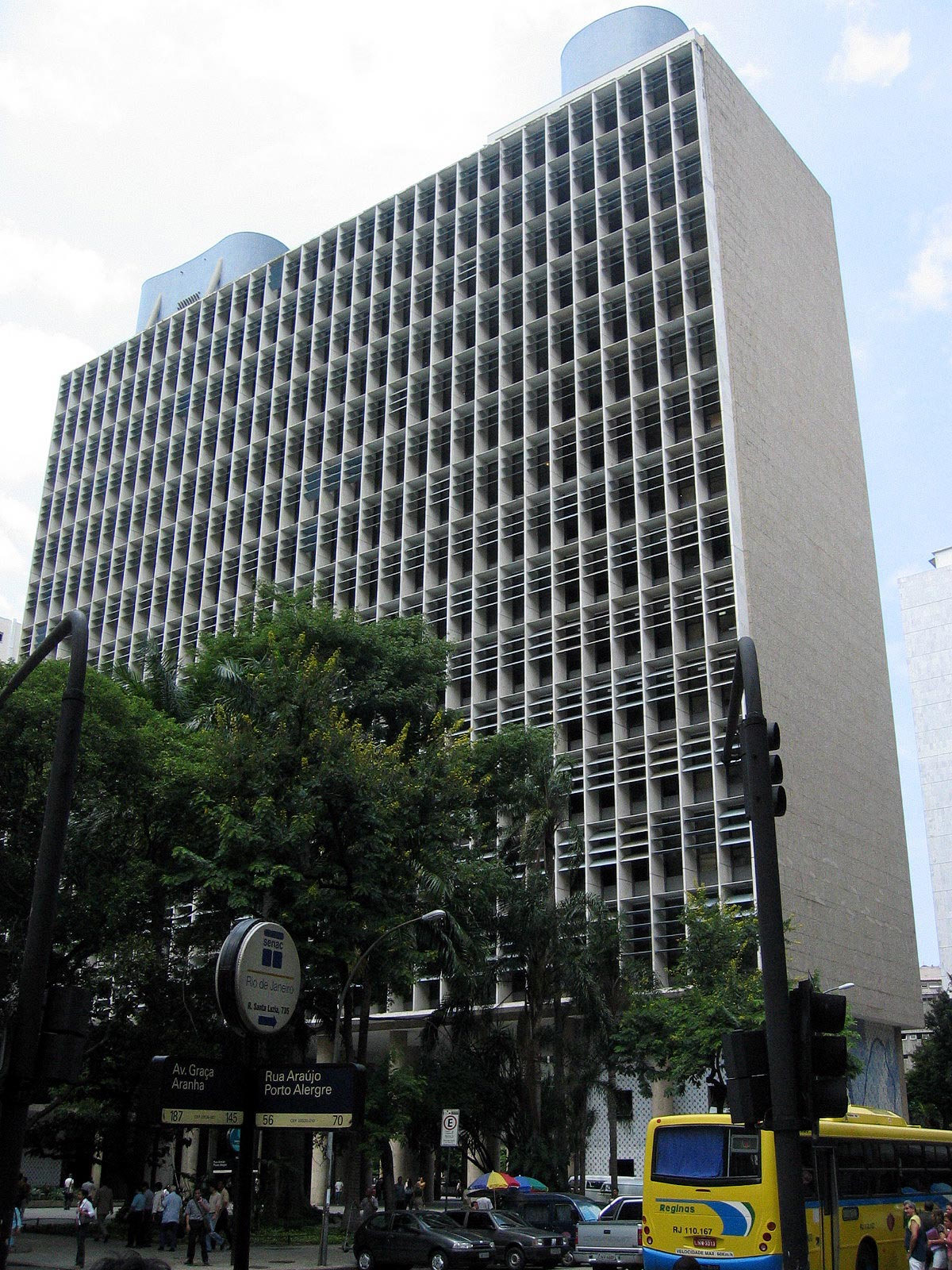
Palais Gustavo Capanema, Rio de Janeiro (Brésil).

### Le plan libre
Influencé par son stage effectué en 1908-1909 chez Auguste Perret— célèbre précurseur de l'architecture poteau-poutre en béton armé (ossaturisme) — Le Corbusier est connu pour la technique constructive poteau/dalle dont l'archétype est la villa Savoye et dont l'élaboration théorique est passée par la maison «Dom-Ino». Les planchers sont supportés par de fins poteaux disposés sur une trame. Ainsi, les façades sont libérées de la fonction structurelle. Elles ne sont plus chargées de porter le bâtiment, comme dans la construction en maçonnerie, dite aussi période « pré-moderne ».
L'organisation intérieure poursuit l'idée : les divisions de l'espace ne sont pas soumises aux impératifs de structure du bâtiment. Les ouvertures ainsi que les parties pleines sont implantées librement et organisent la façade.
Cette nouvelle façon de concevoir la construction des bâtiments est riche de conséquences. Si Le Corbusier n'en est pas l'inventeur, il est cependant celui qui a su la formuler en termes lapidaires : « le plan libre », et en développer un vocabulaire architectural réellement nouveau.

### Néo-corbusianisme?
On a pu voir une redécouverte du travail de Le Corbusier à la fin des années 1960, où son vocabulaire est repris tantôt dans le détail formel, tantôt dans ses principes fondateurs. Les « villas blanches » de Richard Meier par exemple, quoique construites en bois et acier, reprennent des détails de liaison poteau-poutre aux réalisations de Le Corbusier, comme si elles étaient réalisées en béton. Au-delà de cet aspect anecdotique, ces villas quoique de dimensions « américaines » forment une sorte d'hommage aux villas corbuséennes des années 1930.
En France, cette redécouverte se formalisera dans les années 1970-1990, où une génération d'architectes formée principalement par Enrique Ciriani a pu être qualifiée de « néo-corbuséenne ».

## Réalisations et projets

### Chronologie de ses réalisations

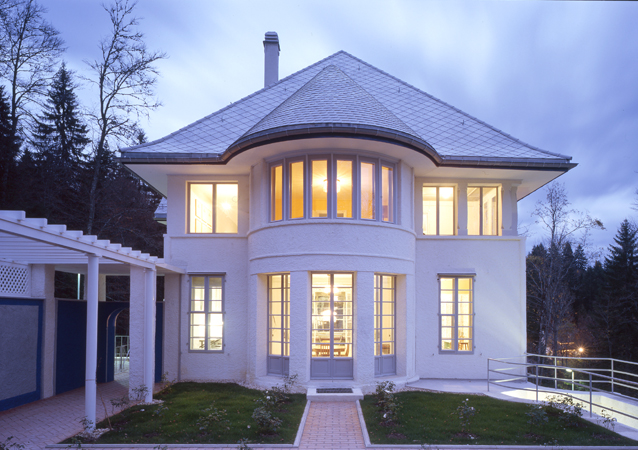
Villa Jeanneret-Perret à La Chaux-de-Fonds.

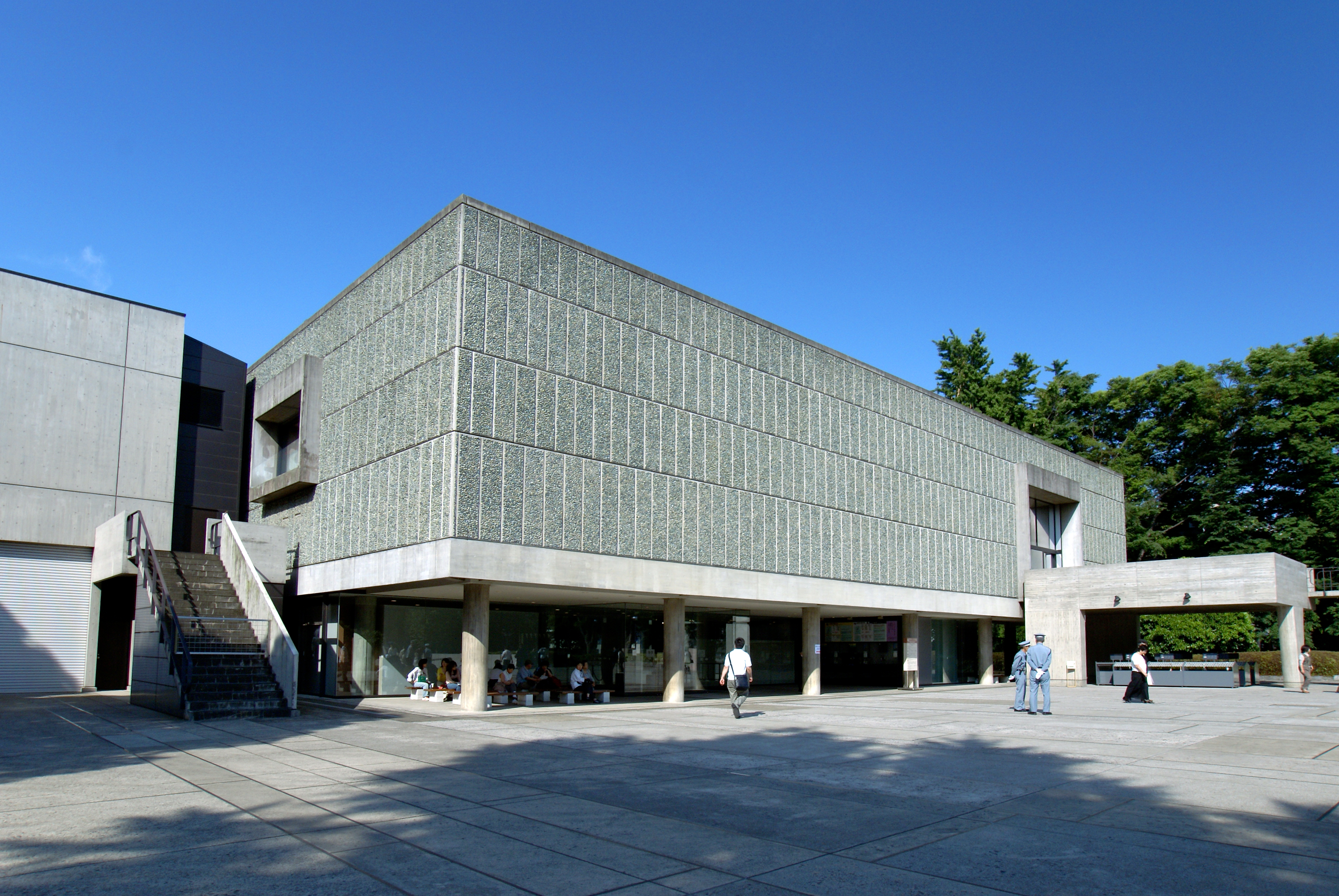
Musée national d'art occidental de Tokyo.

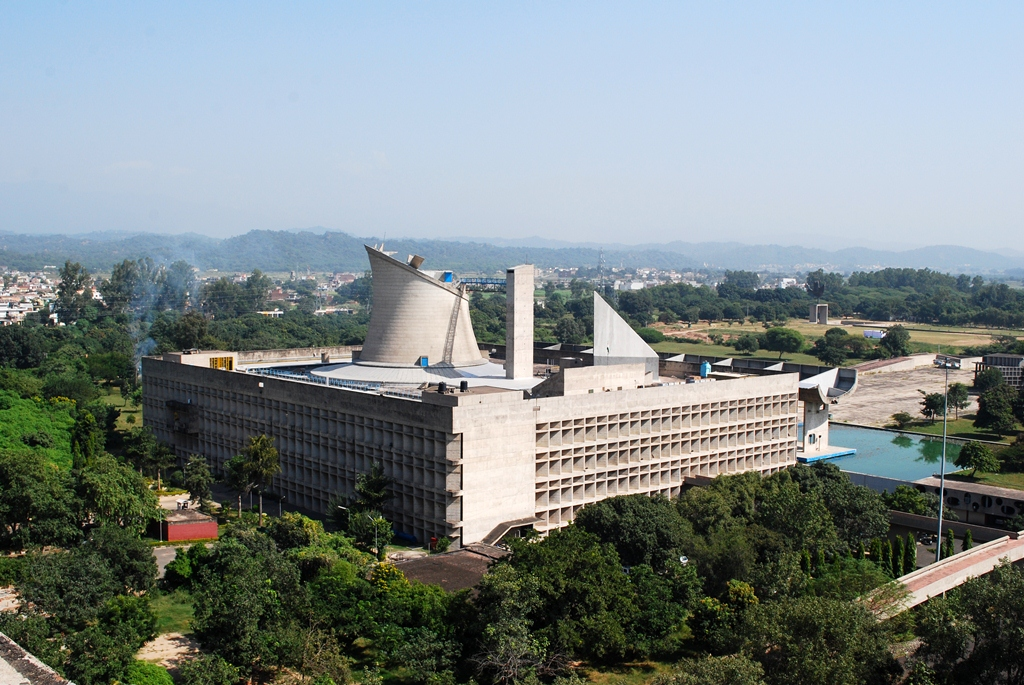
Bâtiment de l'Assemblée de Chandigarh.

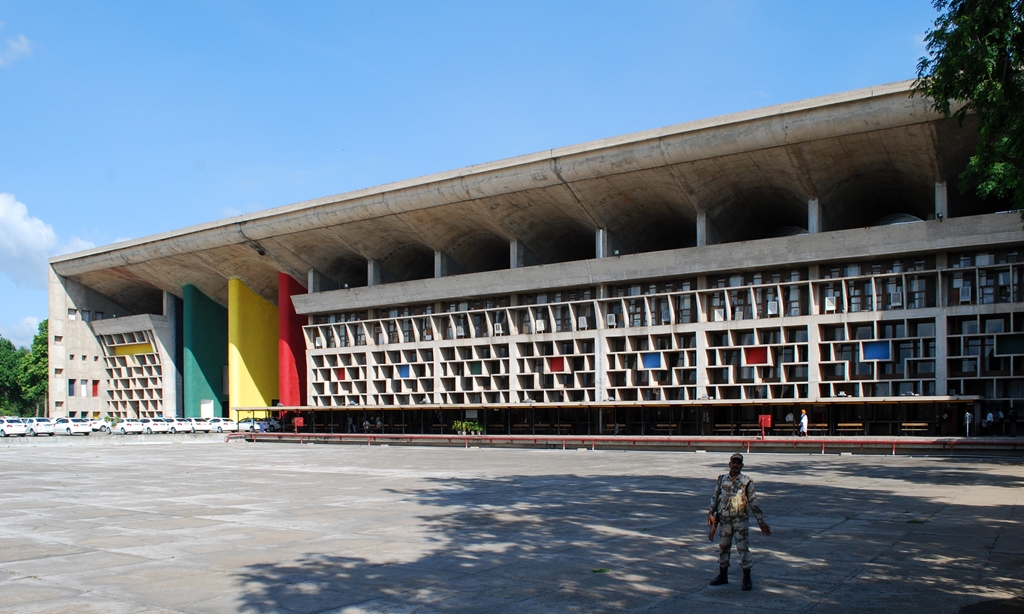
Bâtiment de la Haute-Cour de Chandigarh.

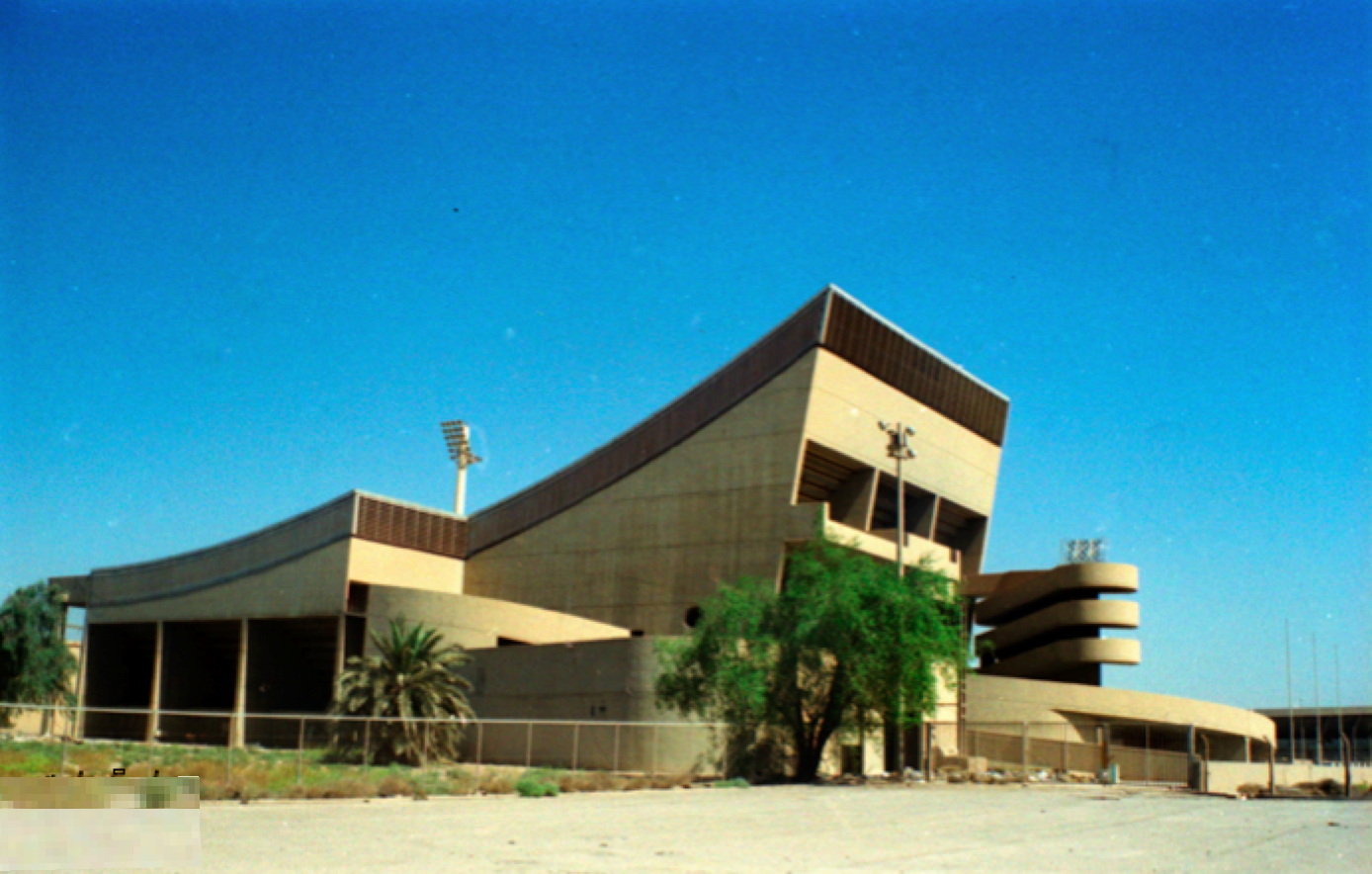
Gymnase le Corbusier à Bagdad.

- 1905 : Villas Fallet, Stotzer et Jacquemet, chemin de Pouillerel à La Chaux-de-Fonds, Suisse
- 1912 : Villa Favre-Jacot, 6 côte de Billodes, Le Locle, Suisse
- 1912 : Villa Jeanneret-Perret (dite aussi Maison Blanche), La Chaux-de-Fonds, Suisse
- 1916 : Villa Schwob (appelée aussi Villa Turque), La Chaux-de-Fonds, Suisse
- 1916 : Cinéma Scala, 52 rue de la Serre à La Chaux-de-Fonds, Suisse
- 1917 : château d'eau du château Chavat à Podensac (Gironde)
- 1917 : Prototype de maison pour une cité ouvrière, rue Raphaël-Hennion, Saint-Nicolas-d'Aliermont (Seine-Maritime)[75]
- 1921 : Aménagement de la villa Berque, villa de Montmorency, à Paris 16e
- 1922 : Villa Besnus, 85, boulevard de la République à Vaucresson (Hauts-de-Seine) (transformée)
- 1922 : Maison-atelier du peintre Amédée Ozenfant, 53, avenue Reille, à Paris 14e
- 1923 : Villas La Roche-Jeanneret, 8-10 square du Docteur-Blanche, Paris 16e
- 1923 : Villa Le Lac, 21 route de Lavaux, Corseaux, Suisse
- 1923 : Maisons-ateliers Lipchitz et Miestchaninoff, respectivement 9, allée des Pins et 7, rue des Arts à Boulogne-Billancourt (Hauts-de-Seine)
- 1923 : Cité Frugès, Pessac, Gironde
- 1923 : Villa Ternisien, 5, allée des Pins, à Boulogne-Billancourt (Hauts-de-Seine), presque entièrement détruite en 1936[76]
- 1924 : Lotissement de Lège, route de Porge, Lège-Cap-Ferret (Gironde)
- 1924 : Maison du Tonkin, rue Jean-Descas, Bordeaux (Gironde), détruite
- 1925 : Pavillon de l'Esprit Nouveau à l'Exposition internationale des arts décoratifs et industriels modernes (Paris)
- 1926 : Les habitations de la Cité Frugès à Pessac (Gironde)
- 1926 : Maison Cook, 6, rue Denfert-Rochereau à Boulogne-Billancourt
- 1926 : Maison Guiette, Populierenlaan 32, à Anvers (Belgique)
- 1926 : Palais du Peuple de l'Armée du salut, 29, rue des Cordelières à Paris 13e[77]
- 1926 : Villa Stein appelée aussi « Les Terrasses », 15, rue du Professeur Pauchet à Vaucresson (Hauts-de-Seine)[78]
- 1927 : Villa Church, à Ville-d'Avray, en 1927, pour La Nouvelle Revue française, détruite en 1963[44]
- 1927 : Maison Planeix, 26, boulevard Masséna à Paris 13e
- 1927 : Pavillon Nestlé d'exposition démontable pour la foire de Paris de 1928
- 1928 : Villa Baizeau, Carthage, Tunisie[79]
- 1928 - 1931 : Villa Savoye, Poissy (Yvelines)
- 1929 : Aménagement de la péniche Louise-Catherine de l'Armée du salut, Paris (Seine)
- 1930 : Pavillon Suisse de la Cité internationale universitaire de Paris à Paris 14e
- 1930 : Villa l'Artaude, chemin de l'Artaude, Le Pradet (Var). Plan de 1929. Finition en 1931.
- 1930 - 1933 : Cité de refuge de l'Armée du salut, rue Cantagrel à Paris 13e
- 1931 - 1932 : Immeuble Clarté, Genève, Suisse[80]
- 1931 : début de construction de l'immeuble Molitor au 24, rue Nungesser-et-Coli à la limite entre Boulogne-Billancourt et le 16e arrondissement de Paris. Le Corbusier habite avec Yvonne dès 1933 l'appartement et l'atelier privé jouxtant la terrasse.
- 1934 : Maison de week-end Henfel, 49, avenue du Chesnay à La Celle-Saint-Cloud (Yvelines)
- 1935 : villa Le Sextant, 17, avenue de l'océan à La Palmyre dans la commune des Mathes (Charente-Maritime)
- 1946 - 1952 : Cité radieuse de Marseille (Unité d'habitation), Marseille[81]
- 1947 - 1952 : Siège des Nations unies, New York
- 1948 - 1951 : Usine Claude et Duval à Saint-Dié (Vosges), sa seule création à vocation industrielle
- 1950 - 1955 : Chapelle Notre-Dame-du-Haut, Ronchamp (Haute-Saône)
- 1951 : Le Palais des Filateurs, Villa Sarabhai et Villa Shodan, Ahmedabad, Inde
- 1952 : les maisons Jaoul (A et B), 81 bis, rue de Longchamp, Neuilly-sur-Seine, (Hauts-de-Seine)
- 1953 - 1955 : Cité radieuse de Rezé, appelée aussi Maison radieuse, Rezé, (Loire-Atlantique)
- 1952-1959 : bâtiments à Chandigarh, Inde
  - 1952 : Haute Cour du Pendjab et de l'Haryana (Chandigarh)
  - 1952 : Musée et Galerie d'Art de Chandigarh
  - 1953 : Secrétariat de Chandigarh
  - 1953 : Club Nautique de Chandigarh
  - 1955 : Assemblée de Chandigarh
  - 1959 : École d'Art de Chandigarh
- 1954 : Pavillon du Brésil à la Cité internationale universitaire de Paris à Paris 14e
- 1956 : Sanskar Kendra, musée municipal d'Ahmedabad
- 1957 : Unité d'habitation de Berlin, Berlin, Charlottenburg
- 1958 : Pavillon du groupe électroménager Philips à l'exposition universelle de Bruxelles.
- 1959 : Couvent de La Tourette, Éveux (Rhône)[82]
- 1959 : Musée national d'art occidental de Tokyo, Tokyo[83]
- 1960 : Cité radieuse de Briey (non identique, mais sur le modèle et le même principe de celle de Marseille), Briey (Meurthe-et-Moselle)
- 1961 : Écluse de Kembs-Niffer (Haut-Rhin)
- 1961-1963 : Carpenter Center for the Visual Arts, Harvard, Cambridge
- 1964 -1969 : Firminy-Vert, (Loire)
  - 1965 : Maison de la culture de Firminy-Vert, (nom actuel de l'édifice : Espace Le Corbusier)
  - 1967 : Unité d'habitation de Firminy-Vert
  - 1968 : Stade de Firminy-Vert
  - 1970-2006 : Église Saint-Pierre de Firminy (œuvre posthume, réalisée par José Oubrerie)
  - 1980 Gymnase Le Corbusier à Bagdad (œuvre posthume)[84]
- 1967 - 1968 : Château d'eau de Petite-Synthe (France)

Œuvres majeures classées par l'UNESCO en France
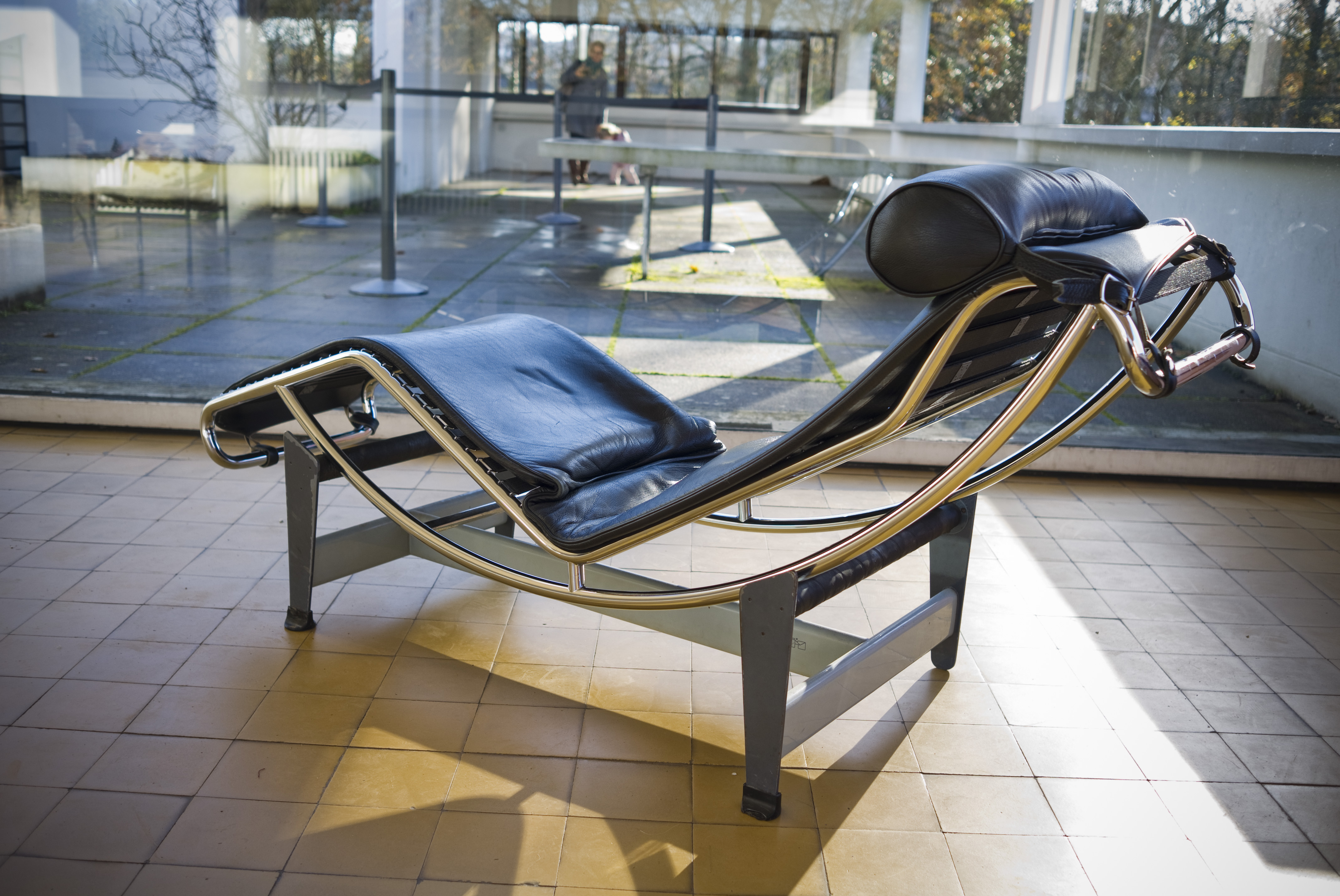
Villa Savoye, Poissy.
Couvent La Tourette, Éveux.
Chapelle Notre-Dame-du-Haut, Haute-Saône.

### Typologie de ses réalisations

#### Habitat collectif
- Pavillon Suisse de la Cité universitaire de Paris (1930)
- Immeuble Molitor (1931-1934)[11], 24, rue Nungesser-et-Coli à la limite entre Boulogne-Billancourt et le 16e arrondissement de Paris. Le Corbusier et son épouse Yvonne s'installent dans l'appartement supérieur donnant accès au toit-terrasse au huitième étage. Par une large baie vitrée, il contemple le parc des Princes. Ils l'achèteront deux fois 300 000 francs, au cours des années 1930 et après 1945, victimes d'une falsification de facture après la défection du promoteur.
- Immeuble Clarté à Genève en Suisse, (premiers dessins en 1928, construction 1930-1932). L'entreprise de construction métallique de l'industriel Edmond Wanner, maîtrisant la soudure de l'acier, assure la construction de cet ensemble locatif de 45 appartements
- Cité-refuge de l'Armée du salut à Paris (1930-1933, changement de la verrière imposée en 1952). Winnaretta Singer, princesse de Polignac, généreuse donatrice de 1,8 million de francs en juin 1929, impose l'agence Le Corbusier qui veut en faire une vitrine de l'innovation bâtie. L'accumulation de nouveautés, mal maîtrisée ou émancipatrice des pointilleuses réglementations en vigueur, entraîne surcoûts, rappels à l'ordre et insatisfactions. La princesse lui demanda également en 1929 la réhabilitation de la péniche de béton Louise-Catherine, achetée avec l'artiste Madeleine Zillhardt en hommage à sa compagne Louise Catherine Breslau, dans l'objectif d'en faire un refuge de l'Armée du Salut. L’œuvre a coulé accidentellement en février 2018 lors des inondations de la Seine[85], au port d'Austerlitz, dans le 13e arrondissement de Paris. Un projet de réhabilitation est en cours sous l'égide de l'architecte Michel Cantal-Dupart et de la Fondation Le Corbusier[86].
- Cité radieuse à Marseille (1946-1952)
- Pavillon du Brésil de la Cité universitaire de Paris (1954)
- Unité d'habitation de Briey (1960)

#### Habitat standardisé
- Cité Frugès à Pessac (1925)
- Cité radieuse à Rezé (1953)

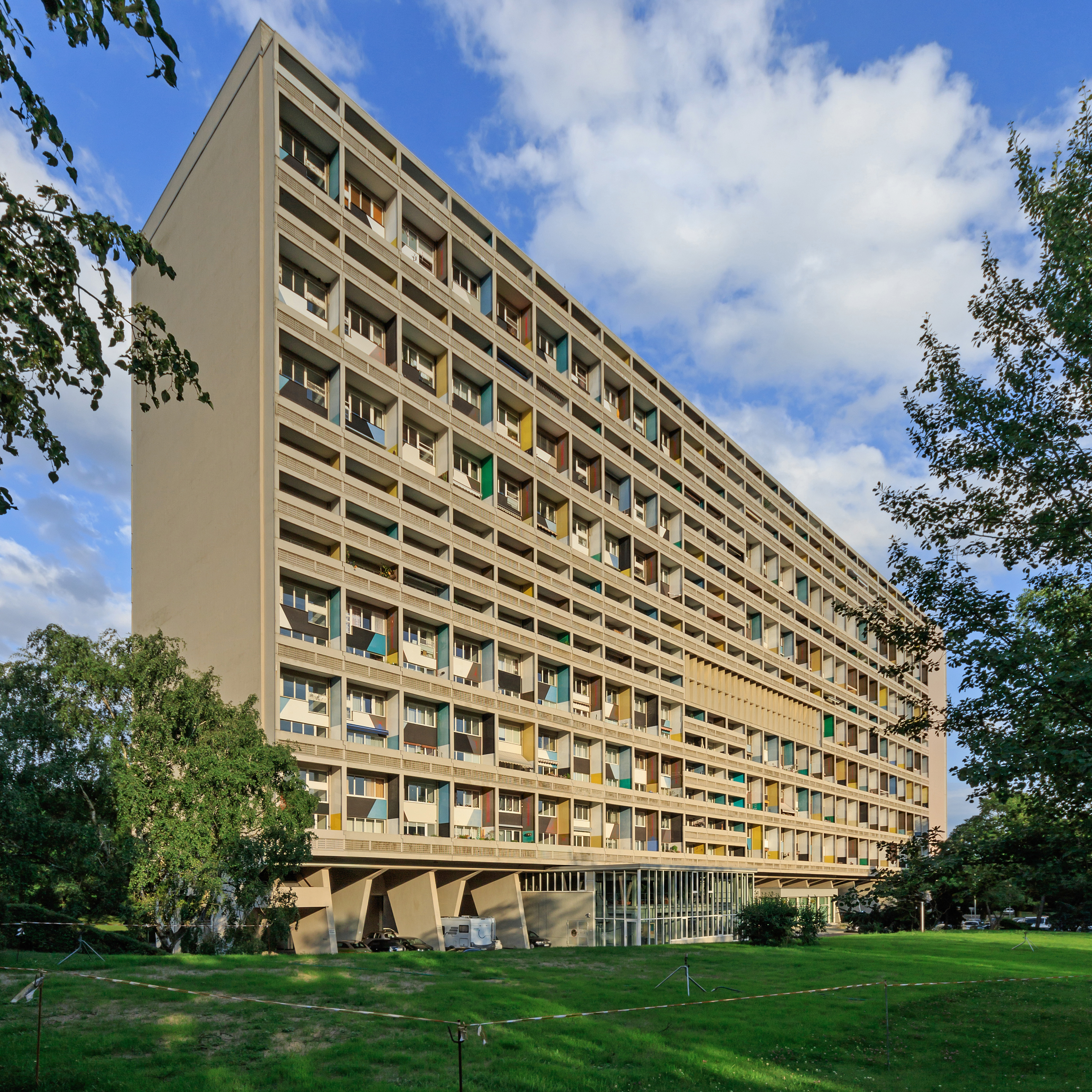
Unités d'habitation à Berlin

- Unités d'habitation à Berlin (Allemagne, 1957)
- Unité d'habitation de Firminy-Vert (1964)
- Cabanon de Le Corbusier à Roquebrune-Cap-Martin
- Maison du Weissenhof-Siedlung à Stuttgart (Allemagne)

#### Maison individuelle
- Villa Jeanneret-Perret à La Chaux-de-Fonds (Suisse, 1912)
- Villa Schwob à La Chaux-de-Fonds (Suisse, 1916)
- Maison au bord du Lac Léman à Corseaux (Suisse, 1923)
- Maison La Roche et Maison Jeanneret à Paris (1924)
- Villa Stein appelée aussi « Les Terrasses » à Vaucresson (1926)
- Maison Planeix à Paris (1927)
- Villa Savoye à Poissy (1929)
- Maison de week-end Henfel à La Celle-Saint-Cloud (1934)
- Villa Le Sextant à La Palmyre dans la commune des Mathes (1935)
- Maisons Jaoul à Neuilly-sur-Seine (1952)
- Maison du docteur Curutchet à La Plata (Argentine)

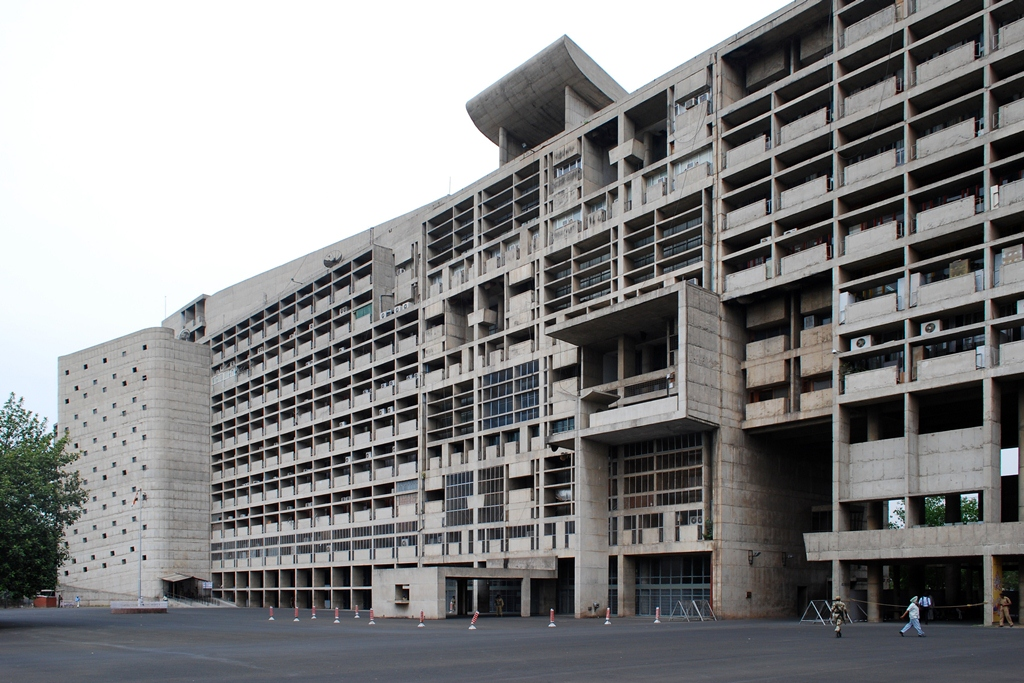
Bâtiments du secrétariat, Chandigarh.

Stade de Firminy-Vert, Firminy.

#### Résidence atelier
- Maisons-ateliers Lipschitz et Miestchaninoff, respectivement 9, allée des Pins et 7, rue des Arts à Boulogne-Billancourt, Hauts-de-Seine
- Maison Guiette à Anvers (Belgique)
- Maison Cook à Boulogne-Billancourt

#### Urbanisme
- Bâtiments du Musée, de la Galerie d'Art et de la Haute Cour du Pendjab et de l'Haryana à Chandigarh (Inde, 1952)
- Bâtiments du Secrétariat et du Club nautique à Chandigarh (Inde, 1953)
- Palais de l'Assemblée (Chandigarh) (Inde, 1955)
- Musée Sanskar Kendra à Ahmedabad (Inde, 1956)
- Musée national d'art occidental à Tokyo (Japon, 1959)
- Bâtiment de l'École d'Art à Chandigarh (Inde, 1959)
- Carpenter Center for the Visual Arts à l'université Harvard (1961)
- Maison de la culture de Firminy-Vert (1965)
- Stade de Firminy-Vert (1966)

#### Programmes industriels
- Usine Claude et Duval à Saint-Dié (1948)
- Palais des Filateurs à Ahmedabad (Inde, 1954)
- Écluse de Kembs-Niffer (1961)

#### Architecture sacrée
- Chapelle Notre-Dame-du-Haut à Ronchamp (1950)
- Couvent de La Tourette à Éveux (1958)
- Église Saint-Pierre à Firminy (1969)

### Projets non construits
Même si ces études et projets n'ont jamais vu le jour, ils ont marqué la réflexion sur l'architecture moderne.
- 1920 : projet de la maison Citrohan.
- 1922 : projet de l'immeuble-villa.
- 1925 : plan Voisin : projet d'aménagement urbain pour Paris.
- 1926 : projet de la maison minimum (maison Ribot).
- 1927 : projet pour le concours du Palais de la Société des Nations à Genève.
- 1929 : projet de maison Loucheur (loi sur le bâtiment).
- 1930 : maison Errazuriz, Zapallar, Chile.
- 1930 : projets d'urbanisme dit « Plan Obus » pour la ville d'Alger.
- 1931 : projets pour le concours du palais des Soviets, études d'urbanisme pour Moscou et Alger.
- 1932 : étude d'urbanisme pour Barcelone.
- 1933 : projets d'urbanisme pour la rive gauche de la ville d'Anvers. Ce projet comportait aussi la construction d'un Mundaneum (voir Paul Otlet). Études d'urbanisme pour Genève et Stockholm.
- 1934 : ferme et village coopératif, (Piacé, projet en collaboration avec Norbert Bézard[87].)
- 1935 : projets pour les musées d'art moderne de Paris.
- 1935 : projet de voiture minimum[52].
- 1938 : projet pour le quartier de la marine à Alger.
- 1939 : étude pour la station de ski de Vars.
- 1940 : étude pour loger à coût minimal les réfugiés des frontières (qui se transforme ensuite en « maisons Murondins »).
- 1945 : projet de plan de reconstruction et d'aménagement pour la ville de Saint-Gaudens en collaboration avec Marcel Lods, projet d'urbanisme pour La Rochelle-La Pallice.
- 1945 : projet de plan de reconstruction et d'aménagement pour la ville de Saint-Dié.
- 1945 : projet de plan de reconstruction et d'aménagement pour la ville de La Rochelle-La Pallice.
- 1947 : palais des Nations unies à New York.
- 1948 : projet d'urbanisme pour la ville d'Izmir, Turquie, projet de basilique sainte Madeleine pour la Sainte-Baume en Provence.
- 1949 : projet d'urbanisme pour la ville de Bogota.
- 1950 : basilique universelle de la paix par le pardon à Plan-d'Aups-Sainte-Baume (travaux et études commencés avec Édouard Trouin, dès le 12 août 1945).
- 1951 : projet pour le concours pour le grand ensemble de la cité Rotterdam à Strasbourg.
- 1955 : ville radieuse à Meaux.
- 1961 : projet pour le concours du palais des congrès et hôtel qui était prévu en lieu et place de la gare d'Orsay à Paris.
- 1962 : projet de 3 500 logements repartis dans trois unités d’habitation, mais seule une unité voit le jour sur les hauteurs de la ville Firminy-Vert, projet d'un centre de calcul pour le groupe de bureautique italien Olivetti.
- 1964 : projets pour le palais des congrès de Strasbourg et pour l'ambassade de France à Brasilia.
- 1965 : projet d'une piscine dans le centre civique de Firminy Vert, finalement réalisé par son disciple André Wogenscky. Ultime projet pour l'hôpital de Venise, à côté du Cannareggio.

## Collaborateurs les plus connus
Le Corbusier a travaillé à l'atelier rue de Sèvres avec plus de 200 collaborateurs directs de 1922 à 1965. Ce sont principalement des étudiants français et suisses avant 1929, qui œuvrent sous son égide rarement au-delà de six mois. Les étudiants étrangers sont beaucoup plus nombreux dès les années 1930 auxquels s'ajoutent les permanents ou les collaborateurs, employés ou élèves-stagiaires de l'atelier ou à l'étranger, sur des projets définis ou des axes de recherches. Ces derniers parfois n'ont jamais été auparavant étudiants en art ou architecture. La liste non exhaustive ci-dessous en témoigne :
Edith Schreiber, Roger Aujame, Jean Badovici, Balkrishna Vithaldas Doshi (entre 1951 et 1954), Vladimir Bodiansky (surnommé « Bod»), Bossard, Bossu, Candilis, Lucio Costa, Jane Drew, M. Ducret, Écochard, Marc Emery, Maxwell Fry, Guillermo Jullian de la Fuente, Fernand Gardien, Léonie Geisendorf, Guillermo Gómez Gavazzo (es), Jean Ginsberg, Pierre Jeanneret, André Maisonnier, Jean de Maisonseul, Georges Maurios (surtout après 65), Mayekawa, Jacques Michel, Miquel, Serge Micheloni, Oscar Niemeyer, José Oubrerie, Amédée Ozenfant, Charlotte Perriand, Jean Petit, Jean Prouvé, Sahakura, Rogelio Salmona, German Samper, Rainer Senn, José-Luis Sert, Justino Serralta (es), N.N Sharma, Jerzy Sołtan, Édouard Trouin, Guy Rottier, Simonet, Jean-Louis Véret, André Wogenscky (surnommé « Vog »), Woods, Iannis Xenakis (entre 1947 et 1960), etc.

## Reconnaissance

### Hommages

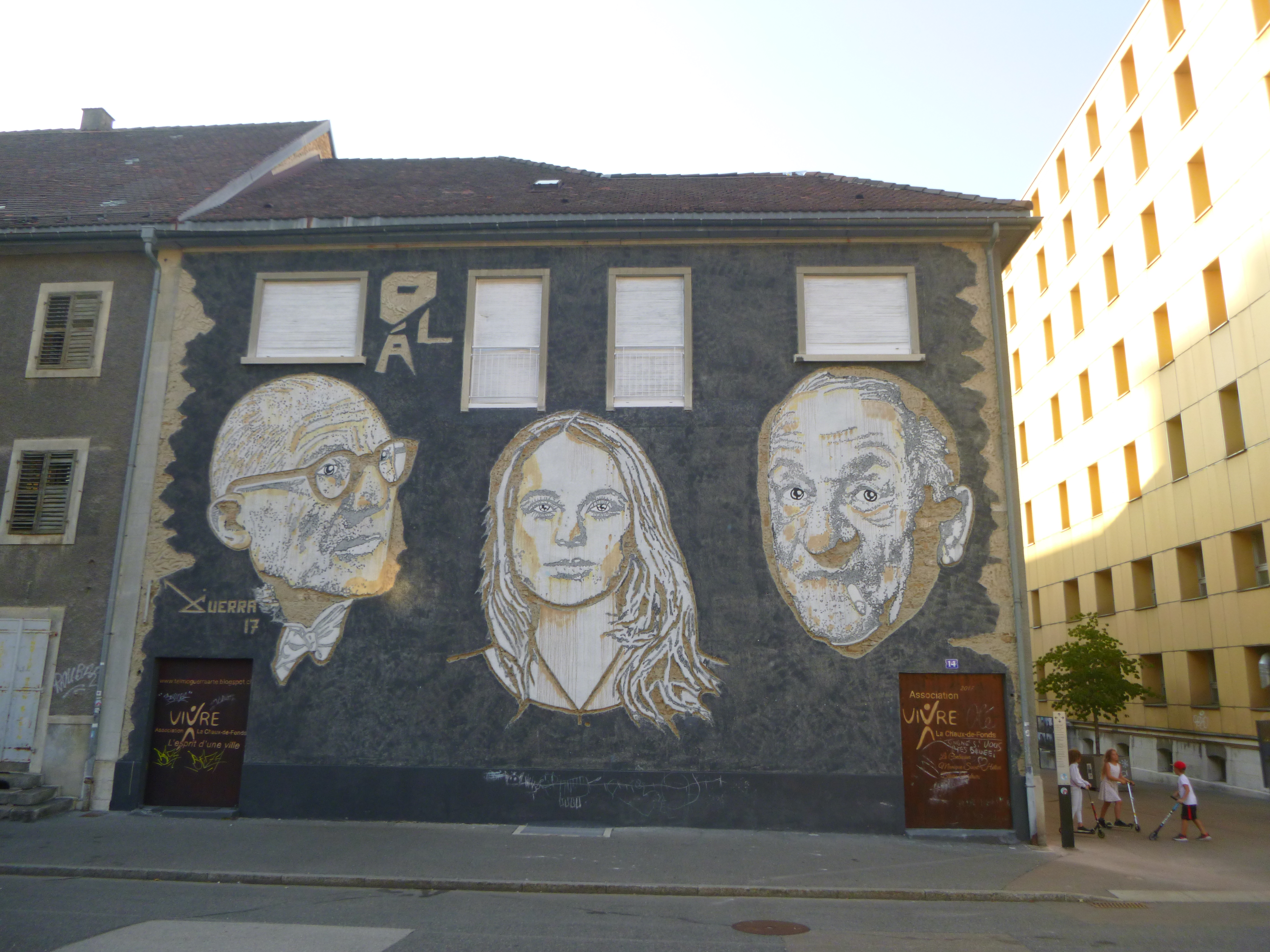
Fresque murale par l'artiste Telmo Guerra représentant Le Corbusier, Monique Saint-Hélier et Blaise Cendrars à La Chaux-de-Fonds (Suisse), en 2020.

Il figure sur le billet de 10 francs suisses mis en circulation le 8 avril 1997, où il est représenté avec les lunettes aux grands verres ronds, cerclés de noir, qu'il portait habituellement.
En 1988, la place Le Corbusier est inaugurée à la jonction des 6e et 7e arrondissements de Paris.
Une fresque a été réalisée au marteau-piqueur par l'artiste Telmo Guerra en octobre 2017 à La Chaux-de-Fonds (sa ville natale) sur la façade arrière de l’ancien cinéma Corso.
En 1987, des timbres ont été émis le concernant, lui ou ses œuvres, en France, Suisse et à Monaco.
À Laval au Québec, le Boulevard le Corbusier est nommé en son honneur.

### Patrimoine mondial de l'UNESCO
Plusieurs pays proposent conjointement de nombreuses réalisations de Le Corbusier à l'inscription au patrimoine mondial de l'UNESCO, sous le titre de « L’œuvre architecturale et urbaine de Le Corbusier, Allemagne, Argentine, Belgique, France, Japon et Suisse ». En 2009, lors de la 33e session de son comité, l'UNESCO a retourné le dossier aux États afin qu'ils le complètent,.
Une nouvelle liste de dix-sept sites (ce qui représente moins de sites, mais un pays de plus avec le site de Chandigarh en Inde) est déposée fin janvier 2015 par le ministère de la Culture, en lien avec l'« Association des sites Le Corbusier ». Ce dossier est soumis lors de la 40e session du Comité du patrimoine mondial qui se tient à Istanbul du 10 au 17 juillet 2016. L'ensemble est finalement classé le 17 juillet 2016.
Un itinéraire culturel européen intitulé « Destinations Le Corbusier : promenades architecturales » parcourant trois pays et une trentaine de sites est créé début mai 2019.

## Engagement fasciste et antisémitisme
En 2015, François Chaslin, auteur de Un Corbusier, et Xavier de Jarcy auteur de Le Corbusier, un fascisme français, révèlent l’ampleur de la part d’ombre de l’architecte, déjà évoquée dès 1986 par Marc Perelman, auteur de Urbs ex machina. Le Corbusier. Le courant froid de l'architecture, ouvrage complété par un second publié à cet effet en 2015 intitulé Le Corbusier, une froide vision du monde. Les spécialistes de Le Corbusier le savaient, même s’ils tentaient de le minimiser ou d'en éluder la question. La tentation fasciste ne fut pas une simple marque d’opportunisme pour l’architecte : ses relations avec les idéologues de la droite nationaliste ont duré des décennies et marqué en profondeur sa pensée urbaine. L’Esprit nouveau qu’il promeut dans l’entre deux guerres est aux côtés de l’Ordre nouveau. Le Dr Pierre Winter, leader du Parti fasciste révolutionnaire, l’avocat Philippe Lamour, rédacteur en chef de la revue Plans, et l’ingénieur François de Pierrefeu, sont ses amis les plus proches. Tous appartiennent à la frange la plus dure de la droite française, celle qui manifeste à Paris le 6 février 1934, jour qui, selon Le Corbusier, marque « le réveil de la propreté »,.
Classement, hiérarchie, dignité sont pour lui les valeurs suprêmes, comme l’emploi systématique du blanc : « On fait propre chez soi. Puis on fait propre en soi. »
Le Corbusier fait part de son mépris de la démocratie parlementaire, et c’est aux régimes autoritaires qu’il propose ses services. Mais Staline décline ses services à Moscou, Mussolini ne répond pas à ses appels.
La débâcle de juin 1940 apparaît à Le Corbusier comme « la miraculeuse victoire française. Si nous avions vaincu par les armes, la pourriture triomphait, plus rien de propre n’aurait jamais plus pu prétendre à vivre », écrit-il à sa mère. Quelques semaines plus tard, il se réjouit du grand « nettoyage » qui se prépare : « L’argent, les Juifs (en partie responsables), la franc-maçonnerie, tout subira la loi juste. Ces forteresses honteuses seront démantelées. Elles dominaient tout.» Certaines lettres vont plus loin : « Nous sommes entre les mains d’un vainqueur et son attitude pourrait être écrasante. Si le marché est sincère, Hitler peut couronner sa vie par une œuvre grandiose : l’aménagement de l’Europe.»
Le Corbusier rejoint Vichy dès la fin 1940. « Il s’est fait un vrai miracle avec Pétain. Tout aurait pu s’écrouler, s’anéantir dans l’anarchie. Tout est sauvé et l’action est dans le pays ». Conseiller pour l’urbanisme auprès du gouvernement de Vichy, il dispose d’un bureau à l’hôtel Carlton de la ville et commence à écrire l’Urbanisme de la Révolution nationale. En 1941, il rencontre Pétain. Malgré ses relations, les choses pourtant s’enlisent. En 1942, son plan d’urbanisme pour Alger est rejeté. Début juillet, il fait ses adieux « au cher merdeux Vichy ». Rentré à Paris, il devient conseiller technique à la fondation du docteur Alexis Carrel, le théoricien de l’eugénisme. Il n’en démissionne qu’en avril 1944.
Après la guerre, la reconversion est instantanée : « La page tourne et il faut se décider à l’admettre ! ». Le Corbusier toilette sa biographie, gomme les traces de son séjour à Vichy, se fait passer pour une victime des pétainistes. Mais il restera fidèle à certaines amitiés et ne reviendra jamais sur son mépris des « populations parasitaires » et des « habitants stériles ».
Chaslin écrit que « les leaders de ces partis fascistes reconnaissaient en Le Corbusier l’homme incarnant leurs idéaux ».
La découverte du « côté obscur » longtemps caché de l’architecte ne laisse pas indifférents ses admirateurs. Ceux-ci dénoncent une accusation qui ne prend nullement en considération les nombreux appuis et amitiés dont Le Corbusier bénéficie également dans la gauche française de l'époque, qui se reconnaît tout autant dans ses théories. Le Corbusier entretiendra une amitié affective et professionnelle avec Jean Cassou, élément moteur du cabinet du ministre de l'Éducation nationale Jean Zay. Par ailleurs, Jean Cassou, qui gardera intacte son amitié pour Le Corbusier du milieu des années 1930 jusqu'à sa mort, sera un membre important du Comité de vigilance des intellectuels antifascistes mais également un résistant majeur, compagnon de la Libération. Mais Le Corbusier s'associe également à Winter, Pierrefeu et Hubert Lagardelle pour créer la revue Plans, considérée par certains fascistes notoires, dont Robert Brasillach, comme une « incarnation du fascisme ». Pour autant, Le Corbusier y publie l'ensemble de ses théories qui constitueront l'essence de son livre La Ville radieuse, encensé par le Front populaire. Les quatre hommes participent ensuite à la création de la revue Prélude, que François Chaslin décrit comme « la feuille d’un groupuscule fascisant, même s’ils expliquent, au milieu des années 1930, que le mot fascisme ne convient plus, parce qu'il doit être réservé à l'expérience italienne ». Pour Chaslin, Le Corbusier a ainsi été « l'un des « chefs » […] [d']un noyau militant qui aspirait au totalitarisme et que seule la confusion de l'époque a cantonné dans l'échec ».
Par ailleurs, toujours d'après Chaslin, Le Corbusier était « incontestablement antisémite » :

« Il l'était pour des raisons diverses, notamment parce qu'il avait eu le sentiment que le milieu de l’horlogerie du Jura suisse, dans lequel il avait grandi, avait été accaparé par des familles juives. Il existe, de sa main, au milieu des années 1920, une caricature extraordinairement désagréable du critique d'art Léonce Rosenberg, dessiné comme un youtre, alors qu'il ne ressemblait pas du tout à ça. Mais je pense que les quelques traces d'antisémitisme qu'on trouve chez Le Corbusier se trouveraient chez beaucoup de personnes de sa génération et de son milieu dans les années 1920 et 1930, si on les cherchait. »

En 1913, Le Corbusier juge les Juifs « cauteleux au fond de leur race ». En 1940, il écrit à sa mère : « leur soif aveugle de l'argent avait pourri le pays ».
« Même si à d'autres moments il qualifie le leader allemand de « monstre » », il écrit à sa mère en octobre 1940 : « s'il est sérieux dans ses déclarations, Hitler peut couronner sa vie par une œuvre grandiose : l'aménagement de l'Europe », et s'installe en 1941 à Vichy pour collaborer avec le régime de Vichy. D'après François Chaslin, Le Corbusier n'était pas « pro-nazi » :

« Il en a sans doute été préservé par son antigermanisme, mais il n'était pas fasciné par Hitler, même si l'on trouve dans sa correspondance privée une poignée de jugements détestables où il exprime son admiration pour le sens de l'organisation ou les réalisations autoroutières du IIIe Reich. »

Xavier de Jarcy, journaliste de mode et design de Télérama et auteur de l'ouvrage polémique Le Corbusier, un fascisme français, juge que « Le Corbusier s'est imposé car il a réussi à faire oublier son passé ». Il développe la même thèse que François Chaslin, dans son livre Un Corbusier selon laquelle « Le Corbusier fraya avec les milieux du planisme, de l'eugénisme social, qui se reconnaissaient dans l’action de Mussolini et plus tard celle de Pétain. Il se précipita à Vichy dès l'automne 1940, fort de ces appuis, pour espérer devenir le grand architecte de l'État français ». Ces affirmations ne coïncident nullement avec les recherches et publications des spécialistes et des historiens.
Roger-Pol Droit déplore que « ni les officiels, ni les commissaires d’exposition, ni les critiques, ni évidemment le grand public n’ont semblé vouloir s’y attarder. […] Se trouve effacé tout ce qui, dans cette œuvre, relie politique fasciste et urbanisme moderniste. […] Vue sous cet angle, la fameuse « unité d’habitation de grandeur conforme » n'est qu'une cage en béton, destinée à formater l'humain. On est très loin des libertés et des droits de l'homme. Et très près du rêve mussolinien ».
Alors qu'une exposition lui est consacrée au centre Pompidou en 2015 sans aborder ce point, Serge Klarsfeld estime que l'exposition devrait montrer « toutes les facettes de la personnalité de Le Corbusier ». Les organisateurs précisent que « ses relations avec Vichy ont été traitées » lors d'une rétrospective en 1987. Cette question polémique sera traitée par des historiens et spécialistes lors d'un colloque au centre Pompidou les 23 et 24 novembre 2016.

## Publications

### Sous le nom de Charles-Édouard Jeanneret
- Articles de journal sur des thèmes divers (voyage, compte-rendu), Feuille d'Avis de La Chaux-de-Fonds, 1911
- Étude sur le mouvement d'art décoratif en Allemagne, Haefeli et Cie, La Chaux-de-Fonds, 1912 (rapport du voyage de 1911).
- Après le cubisme, avec Amédée Ozenfant, édition des commentaires, Paris, 1918

### Sous le nom de Le Corbusier
- Vers une architecture, Paris, 1923, édition originale : Le Corbusier-Saugnier (signature commune de Charles-Édouard Jeanneret et Amédée Ozenfant), Vers une architecture, Les Editions G. Crès et Cie, 1923, 230 p., 25 cm (BNF 39773749)
- Urbanisme, Paris, 1924, édition originale : Le Corbusier, Urbanisme, G. Crès, coll. « L'Esprit nouveau », 1924, 284 p. (BNF 35521510)
- La Peinture moderne, avec Amédée Ozenfant, Paris, 1925, édition originale : Amédée Ozenfant et Le Corbusier, La Peinture moderne, G. Crès, coll. « L'Esprit nouveau », 1925, 172 p. (BNF 35560746)
- L'Art décoratif aujourd'hui, Paris, 1925, édition originale : Le Corbusier, L'Art décoratif aujourd'hui, G. Crès, coll. « L'Esprit nouveau », 1925, 218 p. (BNF 35521485)
- Almanach d'architecture moderne, Paris, 1925-1926, édition originale : Le Corbusier, Almanach d'architecture moderne, G. Crès, coll. « L'Esprit nouveau », 1925, 199 p. (BNF 32362618)
- Architecture d'époque machiniste, Paris, 1926
- Requête adressée à la Société des Nations, avec Pierre Jeanneret, Paris, 1928, édition originale : Requête adressée par MM. Le Corbusier et P. Jeanneret à M. le Président et à MM. les membres du Conseil de la Société des Nations, Impr. Union, 28 février 1928, 32 p., 24 cm (BNF 32362645)
- Une maison, un palais, Paris, 1928, édition originale : Le Corbusier, Une maison, un palais : A la recherche d'une unité architecturale, Les Editions G. Crès et Cie, 1928, 229 p., in-8o (BNF 32362630)
- Mundaneum, avec Paul Otlet et Pierre Jeanneret, Paris, 1928, édition originale : Paul Otlet, Le Corbusier et Pierre Jeanneret, Mundaneum, Bruxelles : Union des associations internationales, 1928, 46 p., in-8o (BNF 31043681)
- Vers le Paris de l'époque machiniste, rapport pour le redressement français, 23 mai 1929
- Œuvre complète, 1910-1929, publiée par Willy Boesiger et Oscar Stonorov, édition Girsberger, Zürich, 1930, édition originale : (de) Le Corbusier (trad. O. Stonorov et W. Boesiger), Le Corbusier und Pierre Jeanneret : ihr gesamtes Werk von 1910-1929, Zürich : H. Girsberger, 1930, 46 p., in-8o (BNF 35521617)
- Précisions sur un état présent de l'architecture et de l'urbanisme, Paris, 1930, édition originale : Le Corbusier, Précisions sur un état présent de l'architecture et de l'urbanisme, G. Crès et Cie, coll. « L'Esprit nouveau », 1930, 268 p., in-8o (BNF 35521499)
- Clavier de couleurs Salubra, Bâle, 1931[107]
- Requête à Monsieur le Président du Conseil de la Société des Nations, avec Pierre Jeanneret, Paris, 1931, édition originale : Requête de MM. Le Corbusier et P. Jeanneret à M. le Président du Conseil de la Société des Nations, Impr. Union, 7 février 1931, 36 p., 24 cm (BNF 32362646)
- Croisade ou le crépuscule des académies, Paris, 1933, édition originale : Le Corbusier, Croisade ou le Crépuscule des académies, G. Crès et Cie, coll. « L'Esprit nouveau », 1933, 89 p., in-8o (BNF 32362624)
- Œuvre complète, 1929-1934, publiée par Willy Boesiger, préface de Sigfried Giedion, édition Girsberger, Zürich, 1935. Référence de la 3e édition : (en + fr + de) Le Corbusier, Le Corbusier et Pierre Jeanneret, œuvre complète, 1929-1934, Erlenbach-Zurich, Éditions d'architecture, 1946, 3e éd., 208 p., 24 cm x 29 cm (BNF 31832830)
- « Esprit grec, esprit romain, esprit gréco-romain », Prélude, no 2, février 1933
- « Programme pour la grande industrie », Prélude, no 11, mai 1934
- La Ville radieuse, Boulogne, 1935, édition originale : Le Corbusier, La ville radieuse : éléments d'une doctrine d'urbanisme pour l'équipement de la civilisation machiniste, Éditions de l'Architecture d'aujourd'hui, coll. « de l'équipement de la civilisation machiniste », 1935, 344 p., in-8o oblong (BNF 35521611)
- Aircraft, Londres - New York, 1935, édition originale : (en) Le Corbusier, Aircraft, London : the Studio, 1935, 16 p., 25 cm (BNF 41941854), Marseille, Parenthèses, 2017
- Quand les cathédrales étaient blanches. Voyage au pays des timides, Paris, 1937, édition originale : Le Corbusier, Quand les cathédrales étaient blanches : Voyage au pays des timides, Plon, 1937, 325 p., 20 cm (BNF 32362644)
- Les Tendances de l'architecture rationaliste en rapport avec la peinture et la sculpture, Rome, 1937
- Îlot insalubre no 6, avec Pierre Jeanneret, Paris, 1938, édition originale : Le Corbusier et Pierre Jeanneret, Îlot insalubre no 6 : Avant-projet de réalisation présenté par les Architectes associés, Les Architectes associés, 1938, 131 p., in folio (BNF 33426271)
- Des canons, des munitions ? Merci, des logis SVP, Boulogne, 1938, édition originale : Le Corbusier, Des canons, des munitions ? Merci ! Des logis... S. V. P. : Monographie du Pavillon des temps nouveaux à l'Exposition internationale Art et Technique de Paris, 1937, Éditions de l'Architecture d'aujourd'hui, coll. « de l'équipement de la civilisation machiniste », 1938, 147 p., 24 cm x 30 cm (BNF 32362622)
- Œuvre complète (1934-1938), préface de Pierre Winter, publiée par Max Bill, édition Girsberger, Zürich, 1939. Référence de la 2e édition :(en + fr + de) Le Corbusier, Le Corbusier et Pierre Jeanneret, œuvre complète, 1934-1938, Zurich, Girsberger, 1945, 2e éd., 175 p., 24 cm x 29 cm (BNF 31816849)
- Le Lyrisme des temps nouveaux et l'urbanisme, Colmar, 1939, édition originale : Le Corbusier, Le lyrisme des temps nouveaux et l'urbanisme, N° spécial de la revue Le Point, 1939, 40 p., 26 cm (BNF 39773748)
- Destin de Paris, Paris - Clermont-Ferrand, 1941, édition originale : Le Corbusier, Destin de Paris, Clermont, F. Sorlot, coll. « Préludes », 1941, 60 p., 19 cm (BNF 32362625)
- Sur les quatre routes, Paris, 1941, édition originale : Le Corbusier, Sur les quatre routes, Paris, Gallimard, 1941, 239 p., in-8o (BNF 32362652)
- La Maison des hommes, Paris, 1942, édition originale : François de Pierrefeu et Le Corbusier, La maison des hommes, Plon, 1942, 211 p., in-8o (BNF 32529547)
- Les Maisons murondins, Paris - Clermont-Ferrand, 1942, édition originale : Le Corbusier, Les Maisons murondins, Paris, Clermont-Ferrand, E. Chiron, 1942, 34 p., in-8o oblong (BNF 32362631)
- La Charte d'Athènes, Paris, 1943 (adaptation pour la publication), édition originale : Le groupe CIAM-France, La Charte d'Athènes, Plon, 1943, 243 p., In-16 (145 x 132) (BNF 32169867)
- Les Trois Établissements humains, Paris, 1945, édition originale : Le Corbusier et Bézard, Commelin, Coudouin, Dayre, Hya, Dubreuil, Les trois établissements humains, Denoël, coll. « Ascoral », 1945, 271 p., In-16 (165 x 125) (BNF 33632190)
- Propos d'urbanisme, Bourrelier, Paris, 1945-1946, édition originale : Le Corbusier, Propos d'urbanisme, Paris, Bourrelier, coll. « perspectives humaines », 1942, 144 p., 19 cm (BNF 32362643)
- Manière de penser l'urbanisme, Boulogne, 1946, édition originale : Le Corbusier, Manière de penser l'urbanisme, Clermont, Éditions de l'architecture d'aujourd'hui, coll. « Ascoral », 1946, 184 p., in-8o (BNF 32362632)
- Œuvre complète (1938-1946), publiée par Willy Boesiger, édition Girsberger, Zürich, 1946. Édition originale :(en + fr + de) Le Corbusier, Le Corbusier et Pierre Jeanneret, œuvre complète, 1938-1946, Erlenbach-Zurich, Éditions d'architecture, 1946, 1re éd., 199 p., 24 cm x 29 cm (BNF 31832831)
- United Nations Headquarters, Reinhold, New York, 1947
- New World of Space, New York, 1948
- Grille C.I.A.M. d'urbanisme : mise en application de la Charte d'Athènes, Boulogne, 1948
- Le Modulor, Boulogne, 1950, 2e édition : Le Corbusier, Le Modulor : essai sur une mesure harmonique à l'échelle humaine, applicable universellement à l'architecture et à la mécanique, Architecture d'aujourd'hui, coll. « Ascoral », 1951 (1re éd. 1950), 240 p., in-16 (BNF 32362633)
- Les Problèmes de la normalisation : rapport présenté au Conseil économique, Paris, 1950, édition originale : France. Conseil économique (3. Les problèmes de la normalisation. Rapport présenté par M. Le Corbusier), La Charte de l'habitat, Presses universitaires de France, 1950, 229 p., in-8o (BNF 36269736)
- L'Unité d'habitation de Marseille, Souillac - Mulhouse, 1950, édition originale : Le Corbusier, L'unité d'habitation de Marseille, Paris, Le Point, novembre 1950, 58 p., in-4 (BNF 32362654)
- Poésie sur Alger, Paris, 1950, édition originale : Le Corbusier, Poésie sur Alger, Paris, Falaize, 1950, 46 p., 17 cm (BNF 32362641), Marseille, Parenthèses, 2015
- Œuvre complète (1946-1952), publiée par Willy Boesiger, édition Girsberger, Zürich, 1952. 9e édition :(en + fr + de) Le Corbusier, Le Corbusier, œuvre complète, 1946-1952, Zurich, Zurich, Artemis, 1991, 9e éd., 243 p., 24 cm x 29 cm (ISBN 3-7608-8015-0, BNF 37420624)
- Le Poème de l'angle droit, Paris, 1954, édition originale : Le Corbusier, Le Poème de l'angle droit, Tériade, 1954, 151 p., in-folio (BNF 32362640)
- Une petite maison, Zurich, 1954, édition originale : Le Corbusier, Une petite maison, Zurich, Girsberger, 1954, 89 p., in-16 (BNF 32362638)
- Le Modulor II (La parole est aux usagers), Boulogne, 1955, édition originale : Le Corbusier, Le Modulor II (La parole est aux usagers) : suite de « Le Modulor » « 1948 », Architecture d'aujourd'hui, coll. « Ascoral », 1955, 344 p., in-16 14 cm (BNF 32362634)
- Les Carnets de la recherche patiente, Zurich, 1954, édition originale : Le Corbusier, Les carnets de la recherche patiente, Zurich, Girberger, puis Paris : Denoël, 1954, in-16 20 cm (BNF 33074221)
- Architecture du bonheur, l'urbanisme est une clef, Paris, 1955, édition originale : Le Corbusier, Architecte du bonheur, les Presses d'Ile de France, coll. « Cahiers Forces vives », 1955, in-8o (BNF 32362619)
- Les Plans de Paris : 1956-1922, Paris, 1956
- Von der Poesie des Bauens, Zurich, 1957, édition originale : Le Corbusier, Von der Poesie des Bauens, Zurich, Arches, 1957, 88 p., in-12 carré
- Œuvre complète : 1952-1957, publiée par Willy Boesiger, édition Girsberger, Zürich, 1957. 8e édition :(en + fr + de) Le Corbusier, Le Corbusier, œuvre complète, 1952-1957, Zurich, Zurich, Artemis, 1991, 8e éd., 221 p., 24 cm x 29 cm (ISBN 3-7608-8016-9, BNF 37420632)
- Entretien avec les étudiants des écoles d'architecture, Paris, 1957, édition originale : Le Corbusier, Entretien avec les étudiants des écoles d'architecture, Éditions de Minuit, coll. « Cahiers Forces vives », 1957, 21 cm (BNF 32362627)
- Le Poème électronique, Paris, 1958, édition originale : Le Corbusier, Le poème électronique : Pavillon Philips pour l’Exposition Universelle de 1958, Éditions de Minuit, coll. « Forces vives », 1958, 244 p., in-8o (BNF 32522593)
- Second clavier des couleurs, Bâle, 1959
- L'Atelier de la recherche patiente, préface de Maurice Jardot, ouvrage conçu et mise en page par Le Corbusier, Paris, 1960, édition originale : Le Corbusier, L'atelier de la recherche patiente, Vincent, Fréal et Cie. Paris, 1960, 312 p., in-4°
- Le Livre de Ronchamp, Paris, 1961, édition originale : Le Corbusier, Le livre de Ronchamp, Les Cahiers Forces vives-Editec, 1961, 168 p., 21 cm (BNF 33134001)
- Orsay Paris 1961, Paris, 1961
- Œuvre complète : 1957-1965, publiée par Willy Boesiger, édition Girsberger, Zürich, 1965. 5e édition :(en + fr + de) Le Corbusier, Le Corbusier, œuvre complète, 1952-1957, Zurich, Zurich, Artemis, 1991, 5e éd., 239 p., 24 cm x 29 cm (ISBN 3-7608-8017-7, BNF 37420637)
- Le Voyage d'Orient, Paris, 1966, édition originale : Le Corbusier, Le Voyage d'Orient, Éditions Forces vives, 1966, 174 p., in-16 16 cm (BNF 33074235)
- Mise au point, Paris, 1966, édition originale : Le Corbusier, Mise au point, Éditions Forces vives, 1966, in-32 12 cm (BNF 33074225)
- Les maternelles vous parlent, Paris, 1968, édition originale : Le Corbusier, Les Carnets de la recherche patiente : 3, Les Maternelles vous parlent, Zurich : Girberger, Paris : Denoël, 1968, in-16 (BNF 33074222)
- Œuvre complète, les dernières œuvres, publiée par Willy Boesiger, éditions d'architecture Artemis, Zurich, 1970, édition originale : (en + fr + de) Le Corbusier, Le Corbusier, œuvre complète, les dernières œuvres, Zurich, Artemis, 1970, 1re éd., 208 p., 24 cm x 29 cm (BNF 35132457)
- Carnets de Le Corbusier, 4 vol., Paris, 1981-1982 : Le Corbusier, Carnets, vol. 1 (1914-1948), Paris, Herscher : Dessain et Tolra, 1981, 26 cm x 27 cm (ISBN 2-7335-0017-1, BNF 36143752)Carnets, vol. 2 (1950-1954), 1981, 2 p. (ISBN 2-7335-0028-7, BNF 36143753)Carnets, vol. 3 (1954-1957), Paris, Herscher / Dessain et Tolra, 1982 (ISBN 2-7335-0030-9, BNF 36143754)Carnets, vol. 4 (1957-1964), Paris, Herscher / Dessain et Tolra, 1982 (ISBN 2-7335-0043-0, BNF 36143840)
- The Le Corbusier Archive, 32 vol., contenant les 32 000 dessins conservés par la Fondation Le Corbusier, New York, Londres, Paris, 1985 : (en) Le Corbusier, The Le Corbusier Archive, New York, H. Allen Brooks, general editor, New York and London : Garland Publishing, Paris : la Fondation Le Corbusier, 1985 (1re éd. 1982), 1014 p., 31 cm (ISBN 0-8240-5065-7, 0-8240-5066-5 et 0-8240-5064-9, BNF 37325992)
- Œuvres complètes, 8 vol., publié par Willy Boesiger, Oscar Stonorov et Max Bill. Zurich, éditions Artemis, 1991. Consultable à la bibliothèque de la Fondation Le Corbusier. 13e édition : (en + de + fr) Le Corbusier, Œuvres complètes (Complete works), Artemis, 1991 (1re éd. du 1er volume en 1930), 1704 p., 24 cm x 29 cm (BNF 37329262)
- Choix de lettres, Bâle, 2002 : (en) Le Corbusier (préf. Jean Jenger, sélection, introduction et Notes), Choix De Lettres, Bâle, Birkhauser Verlag, 2002, 568 p., 25 cm x 17 cm (ISBN 3-7643-6455-6)
- Lettres à ses maîtres : 2. Auguste Perret, édition établie par M.-J. Dumont, éd. du Linteau, 2002
- Conférences de Rio (1936), Paris, 2006 : Le Corbusier (préf. Yannis Tsiomis, établissement du texte et notes), Conférences de Rio : Le Corbusier au Brésil, 1936, Paris, Flammarion, coll. « Écrits d'artistes », 2006, 191 p., 24 cm (ISBN 978-2-08-011610-9, BNF 41477201)
- Lettres à ses maîtres : 1. Charles L'Eplattenier, édition établie par M.-J. Dumont, éd. du Linteau, 2007
- Le Corbusier - José-Luis Sert, correspondance 1928-1965, édition établie par Mathilde Tieleman, éd. du Linteau, 2009
- Lettres à ses maîtres : 3. William Ritter, correspondance croisée 1910-1955, édition établie par M.-J. Dumont, éd. du Linteau, 2014

### Ouvrages
- Rémi Baudouï (dir.), Le Corbusier 1930-2020 : polémiques, mémoire et histoire, Paris, Tallandier, 2020, 381 p.
- Olivier Barancy, Misère de l'espace moderne. La production de Le Corbusier et ses conséquences., coll. « Contre-Feux », Agone, 2017.
- Karim Basbous, Avant l'œuvre, Les éditions de l'imprimeur, coll. « Tranches de ville », 2005
- Tim Benton, Les Villas de Le Corbusier 1920-1930, édition Philippe Sers, Paris, 1984.
- Maurice Besset, Qui était Le Corbusier ?, Skira, Paris-Genève, 1968.
- Jean-Lucien Bonillo, Claude Massu et Daniel Pinson (dir.), La Modernité critique. Autour du CIAM 9 d'Aix-en-Provence, 1953. Éditions Imbernon, Marseille, 2007, 303 p.  (ISBN 9782951639645)
- Charles Bueb, Ronchamp, Le Corbusier, éditions Facteur Humain, Bruxelles, 2015, 77 pages.  (ISBN 9782960051377)
- Olivier Chadoin, Gilles Ragot, La Cité de refuge Le Corbusier et Pierre Jeanneret, L’usine à guérir, Éditions du Patrimoine, Paris, 2016  (ISBN 9782757704424)
- François Chaslin, Un Corbusier, Paris, Seuil (collection Fiction & Cie), 2015, 528 p.  (ISBN 9782021230918)
- Jean-Louis Cohen, Le Corbusier : La planète comme chantier, Paris, Éditions Textuel, coll. « Passion », 2015, 2e éd. (1re éd. 2005), 239 p. (ISBN 978-2-84597-510-1, OCLC 61700990)
- Jean-Jacques Duval, Le Corbusier, l'écorce et la fleur, Édition du Linteau, Paris, 2006, 208 pages.  (ISBN 2 910342 38 7)
- Jean-Louis Ferrier, Yann Le Pichon, L'Aventure de l'art au XXe siècle, Paris, éditions du Chêne-Hachette, 1988, 898 p. (ISBN 2-85108-509-3) préface de Pontus Hultén
- Kenneth Frampton, Le Corbusier, Hazan, Paris, 1997.
- Lucien Hervé (photographe), Le Corbusier, l'artiste, l'écrivain, Neuchâtel, Griffon, 1970.
- Xavier de Jarcy, Le Corbusier, un fascisme français, Paris, Albin Michel, 2015.
- Charles Jencks, Le Corbusier and the tragic view of architecture, Penguin Books, Londres, 1973.
- Charles Jencks, Le Corbusier and the continual revolution in architecture, The Monacelli Press, New York, 2000.
- Jean Jenger, Le Corbusier L’architecture pour émouvoir, Gallimard, coll. « Découvertes » no 179, 1993,  (ISBN 2-07-053235-6)
- Naïma Jornod et Jean-Pierre Jornod, Le Corbusier (Charles-Édouard Jeanneret), catalogue raisonné de l’œuvre peint, Skira, 2005,  (ISBN 8876242031)
- Noël Jouenne, La vie collective des habitants du Corbusier, Paris, L'Harmattan, 2005  (ISBN 2747585220)
- Noël Jouenne, Dans l'ombre du Corbusier. Ethnologie d'un habitat collectif ordinaire, Paris, L'Harmattan, 2007  (ISBN 9782296033108)
- Noël Jouenne, L'expérience corbuséenne d'une habitat collectif sous contrôle, Paris, L'Harmattan, 2017  (ISBN 978-2343127798)
- Jacques Lucan (dir.), Le Corbusier, une encyclopédie, Centre Georges-Pompidou, Paris, 1987.
- Frédéric Migayrou (dir.), Olivier Cinqualbre (dir.), Le Corbusier, mesures de l'homme, exposition, Paris, Centre de création industrielle, du 29 avril au 3 août 2015, Paris : Ed. du Centre Pompidou, 2015, 600 pages.  (ISBN 978-2-84426-699-6)
- Gérard Monnier, Le Corbusier, Éditions La Manufacture, Besançon, 1992, 216 pages.  (ISBN 2 7377 0324 7)
- Gérard Monnier, Le Corbusier, les unités d'habitation en France, Collection des destinées du patrimoine, Belin-Herscher, Paris, 2002, 240 pages.  (ISBN 2-7011-2577-4)
- Louis Montalte, pseudonyme d'Édouard Trouin, avec Fernand Léger Fallait-il bâtir le Mont St Michel, Éditions L'Amitié par le Livre, 1979, 540 pages plus notes XLVI pages  (ISBN 2-7121-0051-4)
- Marc Perelman, Urbs ex machina. Le Corbusier. Le courant froid de l'architecture, Montreuil, Les Éditions de la passion, 1986.
- Marc Perelman, Le Corbusier, une froide vision du monde, Paris, Michalon, 2015, 256 p.  (ISBN 978-2-84186-784-4)
- Michel Ragon (dir.), Le temps de Le Corbusier, Paris, Tribune éditions, Édition Hermé, 1987, 220 pages.  (ISBN 2-86665-064-6)
- Gilles Ragot, Mathilde Dion, Le Corbusier en France. Réalisations et projets, éd. Le Moniteur, 1992, 208 p.  (ISBN 2281191028)
- Arthur Ruëgg (dir.), The Cell / La Cellule Le Corbusier. L'Unité d'habitation de Marseille, Marseille, Éd. Imbernon, 2015, 104 p.  (ISBN 9782919230082)
- Pierre Saddy (dir.), Le Corbusier. Le passé à réaction poétique, catalogue de l'exposition organisée par la Caisse nationale des Monuments historiques, 1987. Un fil ténu, mais efficace pour saisir l'artiste et l'architecte.
- Luca Sampò, Le Maisons Jaoul di Le Corbusier. La petite maison e la città contemporanea, FrancoAngeli, Milan, 2010.
- Jacques Sbriglio, Le Corbusier : L'unité d'habitation de Marseille, Parenthèses, Marseille, 2013.
- Jacques Sbriglio, Le Corbusier La Villa Savoye, Fondation Le Corbusier, Birkhauser, Suisse, 2008.
- Marc Solitaire, Le Don de Jeanneret et les dons de Froebel - Thèse Doctorat Sc. École Polytechnique Fédérale de Zürich ; Ethz/1998 - 13057 (Online Re]ssources)
- Marc Solitaire, Au retour de La Chaux-de-Fonds, Le Corbusier & Froebel ; de Marseille à Chandigarh, ditions Wiking, 2016  (ISBN 978-2-9545239-1-0)
- Stefania Suma (trad. de l'italien par Christine Piot), Le Corbusier, Arles, Actes Sud, coll. « Grands Architecte »s, 2008, 120 p. [Milano, Motta architettura, 2006].  (ISBN 9782742776603)
- Brian Brace Taylor, Le Corbusier : la Cité de refuge : Paris 1929-1933, L'Équerre, Paris, 1981  (ISBN 2-86425-006-3)
- Collectif, dir. d'Éric Touchaleaume et Gérald Moreau, Le Corbusier - Pierre Jeanneret : L'aventure indienne, design-art-architecture, Montreuil, France, Éditions Gourcuff Gradenigo, 2010  (ISBN 9782353400997)
- Élisabeth Vedrenne, Le Corbusier, Paris, Édition Assouline, coll. « Mémoire du style », 1999, 80 p.
- Nicholas Fox Weber, (trad. Marie-France de Paloméra et Odile Demange), C'était Le Corbusier, Paris, Fayard, 2009  (ISBN 978-2-213-63527-9)
- Fondation Le Corbusier (collectif et éditeur), Actes du colloque sur La conservation de l'œuvre construite par Le Corbusier, Paris, 1990.
- Collectif, Le Corbusier, les unités d'habitations en France, éd. Belin, 2002  (ISBN 2701125774)
- Collectif, Le Corbusier et la Méditerranée, catalogue de l'exposition du musée de la Vieille Charité à Marseille, Marseille, Parenthèse, 1987.
- Collectif, Le Corbusier et la Bretagne, catalogue de l'exposition au château de Kerjean (Finistère) du 30 mars au 2 juin 1996. Quimper, Brest,, Éditions Nouvelles du Finistère, 1996. Ouvrage qui traite des relations entre Le Corbusier et l'ébéniste breton Joseph Savina. Ce dernier réalisait des sculptures sur les dessins de l'architecte.
- Collectif, Massilia 2011 Visiter Le Corbusier, annuaire d'études corbuséennes, Marseille, Éd. Imbernon, 2011  (ISBN 9782919230037)
- Collectif, Massilia 2012 La boîte à miracles. Le Corbusier et le théâtre, Marseille, Éd. Imbernon, « Massilia. Annuaire d'étude corbuséenne », 2012 (ISBN 9782919230044))
- Le Corbusier and the Age of Purism, Museum of Western Art, Tokyo ; catalogue d'exposition, 19 février au 19 mai 2019. Textes de Pierre Guénégan en français : «Le Purisme - Amédée Ozenfant un Esprit Nouveau », en anglais : « Le Corbusier and the age of Purism » by Hiroya Murakami. Edité par Tokyo Shimbun,  (ISBN 978-4-907442-29-3)
- Collectif, Massilia 2013 Le Corbusier, ultimes pensées / derniers projets - 1960/1965, Marseille, Éd. Imbernon, « Massilia. Annuaire d'étude corbuséenne », 2014  (ISBN 9782919230075)
- Collectif, sous la direction de Bertrand Lemoine, 100 monuments du XXe siècle, Patrimoine et architecture de la France, Paris, Éditions du Club France Loisirs, Paris, avec l'autorisation du Centre des monuments nationaux, Éditions du patrimoine, 2010, 240 p. (ISBN 978-2-7441-3496-8 et 2-7441-3496-1) Voir : p. 70-71 Hôtels particuliers, R. Fischer, Le Corbusier, R. Mallet-Stevens, G.-H. Pingusson, 4, 5, 6 et 8 rue Denfert-Rochereau, Boulogne-Billancourt, 1926-1927 et 1933 ; p. 82-83 Villa Savoye, Le Corbusier et Pierre Jeanneret, 82, rue de Villiers, Poissy, 1928-1931.
- Hélène Bauchet-Cauquil, Patrick Seguin, Françoise-Claire Prodhon et John Tittensor, Le Corbusier-Pierre Jeanneret : Chandigarh, India, 1951-66, Paris, Galerie Patrick Seguin, 2014
- Pierre Guénégan, préface de Susan L. Ball, Le Purisme & son influence internationale - annuaire de 50 artistes emblématiques, St Alban (Hertfordshire, UK), Lanwell & Leeds Ltd, 2019  (ISBN 9782970049487)
- sous la direction de Dionigi Albera, Maryline Crivello et Mohamed Tozy, en collaboration avec Gisèle Seimandi, Dictionnaire de la Méditerranée, Arles, Éditions Actes sud, octobre 2016, 1694 p. (ISBN 978-2-330-06466-2)Le Corbusier, p. 112, 114, 1301

### Articles
- Laurent Baridon, « L’atelier de l’architecte : Le Corbusier encre création, diffusion et communication ». colloque, Journées d'études de la Maison Interuniversitaire des Sciences de l'Homme-Alsace (MISHA), Les espaces de l'atelier
- Jay Bochner et Raphaëlle Desplechin, « Cendrars et Le Corbusier : une amitié de quarante ans », in La Fable du lieu (dir. Monique Chefdor), Paris, Champion, 1999.
- Hélène Cauquil, Marc Bédarida, « Notice sur l'atelier de la rue de Sèvres », Supplément au Bulletin d'informations architecturales, no 114, 1987.
- Marc Perelman, « Le Corbusier ou le corps écrasé », sur lemonde.fr, 14 mai 2015 (consulté le 15 mai 2015)
- Jacques Perot, « Persistantes souvenances du Bosphore : Antoine Ignace Melling, Le Corbusier, Ara Güler », « Persistent memories of the Bosphorus : Melling, Le Corbusier, Ara Güler », Istanbul, traversée, Lille 3000, Palais des Beaux-Arts, mars 2009, p. 62-68.
- Jean Revol, « Le Corbusier (Musée d'art moderne) » in La Nouvelle Revue française, no 121, juillet 1963.
- Marc Solitaire : Le Corbusier et l'urbain, "La Rectification du damier froebelien", in La Ville et l'urbanisme après Le Corbusier - Actes du Colloque du Centenaire 1987 à La Chaux-de-Fonds ; éditions d'en haut, La Chaux de Fonds, 1993
- Sven Sterken, « Travailler chez Le Corbusier : le cas de Iannis Xenakis », Massilia, 2003 - Annuario de Estudios Lecorbusieranos, p. 202-215, Barcelone : Fundacion Caja de Arquitectos
- Pierre Vaisse, « Le Corbusier et le gothique », dans Revue de l'Art, no 118, 1997, p. 17-27 [lire en ligne] [PDF]

### Bandes dessinées
- Sambal Oelek, L'enfance d'un architecte, Le Corbusier, les premiers 38 % de la vie de Le Corbusier, édition du Linteau, Paris, 2008, 69 p.  (ISBN 978 2 910342 53 1)
- Le Corbusier, Tome 1 : Le Corbusier, Architecte parmi les hommes. Dessin : Rébéna, Scénario : Thévenet, édition Dupuis, Paris 2010, 50 p.  (ISBN 978-2-8001-4798-7) Page Dupuis. Il s'agit d'un album de bande dessinée documentaire et pédagogique, élaboré en partenariat avec la Cité de l'Architecture et la Fondation Le Corbusier (un dossier illustré de nombreux documents photographiques accompagne le récit dessiné).
- Collectif, Le Corbusier revient, catalogue de concours de bandes dessinées, Saint Gervais Genève - Papiers Gras - Centre Marignac éditeurs responsables, 1987, Genève, Suisse.

### Cinéma et documentaires
- 1950 : La vie commence demain, film documentaire de Nicole Vedrès
- 1957 : Le Corbusier, l'architecte du bonheur, court métrage de Pierre Kast
- 2014 : Le Corbusier moderne, absolument moderne, film documentaire de Nicolas Valode et Pauline Cathala réalisé par Yvan Demeulandre, La Grande Expo n°3
- 2015 : The Price of Desire, film belgo-irlandais de Mary McGuckian.